# هوندا آکورد
هوندا آکورد (به انگلیسی: Honda Accord؛ به ژاپنی: ホンダ・アコード) یک سری خودرو است که از سال ۱۹۷۶ تاکنون توسط شرکت هوندا ساخته می‌شود و بیشتر با مدل سدان شناخته شده‌است. این خودرو یکی از پرفروش‌ترین خودروهای ایالات متحده از سال ۱۹۸۹ تاکنون بوده‌است. نام آکورد در سراسر جهان بر روی طیف متنوعی از خودروها شامل کوپه‌ها، استیشن‌ها، هاچ‌بک‌ها و یک مدل کراس‌اوور استفاده شده‌است.
این خودرو علاوه بر کسب چندین جایزه با عنوان‌های خودروی سال، بهترین خودرو در کلاس خود و خودروی سبز سال، از ابتدای تولید نسل اول تاکنون، در ارائه امکانات و فناوری‌های جدید پیشرو بوده‌است. از جملهٔ این فناوری‌ها که برخی از آن‌ها برای اولین بار در بازار خودرو یا در یک کلاس خاص ارائه شدند، می‌توان به فرمان هیدرولیک برای خودروهایی با حجم موتور کمتر از ۲ لیتر، اولین سیستم مسیریاب برای خودروها (الکترو ژیروکیتور)، ترمز ضد قفل با دیسک ترمز برای هر چهار چرخ، اولین چراغ لنزی برای خودروهای تولید شده در آمریکا، و چندین فناوری و نوآوری دیگر اشاره کرد.
در دههٔ ۲۰۱۰ میلادی، و با وجود افزایش تقاضا برای خودروهای شاسی‌بلند در بازار خودرو، فروش خودروهای سدان کاهش چشمگیری داشت. با این حال نسل نهم هوندا آکورد در سال ۲۰۱۶ با فروش بیش از ۳۴۵٬۰۰۰ دستگاه در ایالات متحده، در مقایسه با مدل سی‌آر-وی با فروش ۳۵۷٬۳۳۵ دستگاه، آمار خوبی را نسبت به رقبای خود در این بازار به نام خود ثبت نمود. با در نظر گرفتن میانگین قیمت ۳۰٬۰۰۰ دلار برای هر دستگاه هوندا آکورد، مردم آمریکا سالانه در حدود ۱۰ میلیارد دلار برای خرید این مدل هزینه می‌کنند.
مجموع فروش هوندا آکورد از ابتدای تولید تا سال ۱۹۸۳ به ۱ میلیون دستگاه و در سال ۱۹۹۵ به ۵ میلیون دستگاه در سراسر جهان رسید.

## نگاه کلی
با این که شرکت هوندا در اواخر دههٔ ۱۹۶۰ و اوایل دههٔ ۱۹۷۰ میلادی با عرضهٔ مدل‌های ۶۰۰اس و سیویک، از بزرگ‌ترین صادرکنندگان خودرو به ایالات متحده بود، در سال ۱۹۷۲ جهت گسترش سهم خود از بازار خودروهای صادراتی به این کشور، طراحی یک خودروی بزرگتر با نام پروژهٔ «طراحی شماره ۶۷۱» را آغاز کرد. نام این خودرو در واقع یک واژهٔ فرانسوی به معنی «توافق» است. در آغاز، هوندا مدل آکورد را در کلاس‌های مختلفی به بازار عرضه می‌کرد و خودروهایی که همزمان با این نام در مناطق مختلف جهان فروخته می‌شدند، اساساً با یکدیگر متفاوت بودند. این مدل در سال ۱۹۷۶ به عنوان یک خودروی کامپکت هاچ‌بک به بازار عرضه شد، اما تولید مدل هاچ‌بک تنها تا سال ۱۹۸۹ ادامه یافت و پس از آن آکورد تنها در انواع سدان، کوپه و استیشن واگن ساخته شد. با معرفی نسل چهارم در دههٔ ۱۹۹۰، آکورد وارد کلاس خودروهای متوسط شد و برای رقابت در بازار جهانی، با بدنه‌های مختلف بر روی یک شاسی مشترک عرضه شد. شرکت هوندا در زمان معرفی نسل هشتم به بازارهای آمریکای شمالی در سال ۲۰۰۷، تصمیم گرفت این خودرو را در اندازهٔ بزرگتری تولید کند. در نتیجهٔ این تصمیم، با توجه به استانداردهایی که سازمان حفاظت از محیط زیست (EPA) در کلاس‌بندی خودروها تعریف کرده‌است، آکورد از کلاس خودروهای متوسط به کلاس خودروهای بزرگ منتقل شد؛ در حالی که مدل کوپهٔ آن همچنان در دسته‌بندی متوسط قرار می‌گرفت. در سال ۲۰۱۳ نسل نهم هوندا آکورد با ابعاد خارجی کوچک‌تر (۳٫۴ متر مکعب (۱۱۹ فوت مکعب)) دوباره در دستهٔ خودروهای متوسط قرار گرفت. و در نهایت، نسل دهم آکورد، که از سال ۲۰۱۸ تاکنون در حال تولید است، با وجود اندکی افزایش در ابعاد بیرونی (۳٫۵ متر مکعب (۱۲۳ فوت مکعب)) نسبت به نسل قبلی، همچنان در کلاس خودروهای متوسط قرار دارد.
این خودرو اولین خودروی ژاپنی تولید شده در خاک آمریکاست که کارخانهٔ آن در سال ۱۹۸۲ در شهر ماریسویل در ایالت اوهایو شروع به کار کرد و به‌طور ویژه در ایالات متحده به موفقیت‌های چشمگیری دست یافت؛ که از جمله می‌توان به حفظ جایگاه پرفروش‌ترین خودروی ژاپنی برای ۱۶ سال (۱۹۸۲–۹۷)، کسب جایگاه اول فروش در میان هم‌رده‌های خودش در سال‌های ۱۹۹۱ و ۲۰۰۱، و فروش بیش از ۱۰ میلیون دستگاه از زمان اولین عرضه در بازار ایالات متحده اشاره کرد. بر اساس آزمایش‌های متعدد در سال‌های گذشته، هوندا آکورد به‌عنوان یکی از قابل اطمینان‌ترین خودروهای جهان شناخته شده‌است. این خودرو با ۳۰ بار حضور، رکورددارِ حضور در فهرست ۱۰ خودروی برتر کار اند درایور است.
فروش خودروهای سدان با افزایش تقاضا برای خودروهای شاسی‌بلند در دههٔ ۲۰۱۰ میلادی کاهش چشمگیری داشت. با این حال، نسل نهم هوندا آکورد در سال ۲۰۱۶ با فروش بیش از ۳۴۵٬۰۰۰ دستگاه در ایالات متحده، در مقایسه با مدل سی‌آر-وی با فروش ۳۵۷٬۳۳۵ دستگاه، آمار خوبی را نسبت به رقبای خود در این بازار به نام خود ثبت نمود. با در نظر گرفتن میانگین قیمت ۳۰٬۰۰۰ دلار برای هر دستگاه هوندا آکورد، مردم آمریکا سالانه در حدود ۱۰ میلیارد دلار برای خرید این مدل هزینه می‌کنند.
هوندا آکورد از ابتدا تا به حال در ۱۱ نسل تولید شده‌است که عبارتند از:
| نسل    | سال‌های تولید | تصویر | توضیح تصویر                                                 |
| ------ | ------------ | ----- | ----------------------------------------------------------- |
| نخست   | ۱۹۷۶–۱۹۸۱    |       | نمای عقب آکورد سدان نسل نخست                                |
| دوم    | ۱۹۸۱–۱۹۸۵    |       | سدان نسل دوم مخصوص بازار اروپا (پیش از تغییر چهره)          |
| سوم    | ۱۹۸۵–۱۹۸۹    |       | آکورد نسل سوم ئی‌ایکس بدون چراغ‌های پنهان                     |
| چهارم  | ۱۹۹۰–۱۹۹۳    |       | آکورد سدان نسل چهارم ۱۹۹۳ (پیش از تغییر چهره)               |
| پنجم   | ۱۹۹۳–۱۹۹۷    |       | آکورد کوپه نسل پنجم (پس از تغییر چهره)                      |
| ششم    | ۱۹۹۷–۲۰۰۲    |       | آکورد نسل ششم وی۶ (استرالیا)                                |
| هفتم   | ۲۰۰۲–۲۰۰۷    |       | آکورد یورو نسل هفتم ۲۰۰۵                                    |
| هشتم   | ۲۰۰۷–۲۰۱۲    |       | آکورد نسل هشتم ۲۰۰۸–۲۰۱۲ (ایالات متحده و چین)               |
| نهم    | ۲۰۱۲–۲۰۱۹    |       | هوندا آکورد نسل نهم وی‌تی‌آی-ال (پیش از تغییر چهره، استرالیا) |
| دهم    | ۲۰۱۷–۲۰۲۴    |       | آکورد نسل دهم ۲۰۱۸                                          |
| یازدهم | ۲۰۲۳ تاکنون  |       | آکورد نسل یازدهم ئی:اچ‌ئی‌وی                                  |

## نسل اول (۱۹۷۶–۱۹۸۱)
نسل اول هوندا آکورد ۷ مهٔ ۱۹۷۶ در قالب یک خودروی هاچ‌بک سه‌در با نیروی خروجی ۶۸ اسب بخار (۵۱ کیلووات)، فاصلهٔ ۲٬۳۸۰ میلیمتر (۹۴ اینچ) بین دو محور و وزن ۹۱۵ کیلوگرم (۲٬۰۱۷ پوند) معرفی شد. مدل‌های عرضه‌شده در بازار ژاپن، ۷۹ اسب بخار (۵۹ کیلووات) توان خروجی داشتند. برای همگام شدن با مقررات آلاینده‌ها که به تازگی در ژاپن تصویب شده‌بود، شرکت هوندا پیشرانهٔ آکورد را به تکنولوژی سی‌وی‌سی‌سی مجهز کرد. آکورد با توجه به اندازهٔ متوسط و مصرف سوخت به‌صرفه و اقتصادی، با فروش خوبی مواجه شد و همچنین اولین خودروی سدان ژاپنی بود که به‌طور پیش‌فرض امکاناتی همچون صندلی‌هایی با روکش پارچه‌ای، دورشمار موتور، تایمر برف‌پاک‌کن و رادیوی ای‌ام/اف‌ام را داشت. در سال ۱۹۷۸ یک مدل ال‌ایکس به سری هاچ‌بک آکورد اضافه شد که دارای امکانات جدیدی همچون سامانهٔ تهویهٔ مطبوع، ساعت دیجیتال و فرمان هیدرولیک بود. تا قبل از اینکه آکورد و یک مدل دیگر از هوندا به نام پرلود وارد بازار شوند، فرمان هیدرولیک بر روی خودروهایی با حجم موتور کمتر از دو لیتر نصب نمی‌شد.
هوندا در ۱۴ اکتبر ۱۹۷۷ (یک سال پس از عرضه در بازار ایالات متحده) یک مدل چهاردر سدان را با موتور ۱٬۵۹۹ سی‌سی ئی‌اف۱ و قدرت ۷۲ اسب بخار (۵۴ کیلووات) به سری آکورد اضافه کرد.
در سال ۱۹۸۰ خریداران می‌توانستند در هنگام خرید، به جای جعبه‌دندهٔ دو سرعته و نیمه‌خودکار قدیمی، یک جعبه‌دندهٔ سه‌دندهٔ تمام‌خودکار سفارش بدهند (تا مدل سال ۱۹۸۳، جعبه‌دندهٔ چهار سرعتهٔ خودکار بر روی آکورد نصب نشد). هوندا برای عرضه در بازار آمریکای شمالی، تغییرات اندکی در طراحی سپرها، جلوپنجره و چراغ‌های عقب ایجاد کرد.
در آمریکای شمالی، مدل سال ۱۹۸۱ تنها با چند تغییر ظاهری نظیر تودوزی‌ها و ترکیب رنگ‌های جدید وارد بازار شد، رنگ‌های بژ نیوورنو (کد رنگ Y-39) و عاجی اسلو (کد رنگ YR-43) جایگزینِ قهوه‌ای سوخته و برنزی متالیک شدند و اندکی بعد، مدل اس‌ئی با تودوزی چرم طبیعی و شیشه بالابرهای برقی نیز به بازار آمد. از این سال، در تمام مدل‌های آکورد شامل هاچ‌بک، سدان، ال‌ایکس و اس‌ئی، آینه‌های جانبی برقی با اندازهٔ کوچک‌تر و از جنس پلاستیک مشکی به کار رفت، آمپر پشت فرمان بازنگری شد و نشانه‌های تصویری جای چراغ‌ها و علائم هشداردهندهٔ نوشتاری را گرفت. همچنین دسته‌دندهٔ قدیمیِ به کار رفته در مدل‌های ۱۹۷۶ تا ۱۹۸۰ با یک دسته‌دندهٔ جدید جایگزین شد که فنر قوی‌تری داشت و از درگیر شدن ناخواستهٔ دنده عقب جلوگیری می‌کرد. در سال ۱۹۸۱ در خودروهای مخصوص بازار آمریکای شمالی، نیروی خروجی موتور ۱٫۸ لیتری به ۶۸ اسب بخار (۵۱ کیلووات) کاهش یافت.

## نسل دوم (۱۹۸۱–۱۹۸۵)
نسل دوم هوندا آکورد اولین خودروی ژاپنی است که علاوه بر ژاپن، در خاک ایالات متحده، در ماریسویل، اوهایو نیز تولید شد. رونمایی از این نسل به بازارهای ژاپن، اروپا و آمریکای شمالی، به ۲۲ سپتامبر ۱۹۸۱ بازمی‌گردد. این خودرو از اولین سال ورود به مدت ۱۵ سال پرفروش‌ترین سری خودرو در بازار آمریکا بود. همزمان با آکورد، هوندا یک مدل مشابه، با نام هوندا ویگور را نیز در ژاپن معرفی کرد و برای عرضهٔ این دو مدل از دو کانال فروش مختلف بهره برد؛ «هوندا کلیو» برای فروش آکورد و «هوندا ورنو» برای فروش ویگور.
نسل دوم با وجود طراحی داخلی و خارجی مدرن‌تر، از لحاظ فنی شباهت‌های بسیاری به نسل قبلی داشت که از آن جمله می‌توان به استفاده از پیشرانهٔ ۱٬۷۵۱ سی‌سی ئی‌کی۱ با تکنولوژی سی‌وی‌سی‌سی اشاره کرد. بر اساس مجموعه آزمایش‌های دولت ژاپن برای سنجش آلاینده‌های خروجی موتور، مصرف سوخت مدل‌هایی از آکورد که از جعبه دندهٔ دستی و کاربراتورهای سی‌وی‌سی‌سی استفاده می‌کردند، برابرِ ۷٫۳ لیتر بر ۱۰۰ کیلومتر (۳۲ مایل بر گالون آمریکایی) در شهر و ۴٫۳ لیتر بر ۱۰۰ کیلومتر (۵۵ مایل بر گالون آمریکایی) در بزرگراه با سرعت ثابت ۶۰ کیلومتر بر ساعت بود.
از جمله امکانات این نسل می‌توان به تودوزی جیر، کف‌پوش‌های مخملی و تزئینات داخلی از جنس کروم اشاره کرد که در آن زمان طرفداران بسیاری داشت. یکی از امکانات ویژه و قابل سفارش بر روی آکورد ۱۹۸۱، الکترو ژیروکیتور –اولین سامانهٔ مسیریاب برای خودروها در جهان– بود. مدل هاچ‌بک ال‌ایکس دارای یک ساعت دیجیتال بر روی داشبورد و همچنین با توجه به وزن کمتر، دارای مصرف سوخت کمتری بود.
با توجه به مقرراتی که در ایالات متحده برای سیستم روشنایی خودروها وضع شده بود، تمام خودروها باید به چراغ‌های بازتابی آلومینیومی با اندازه و شکل استاندارد مجهز می‌شدند. به همین دلیل آکوردهای ساخته شده برای فروش در ایالات متحده به چهار چراغ مستطیل‌شکل مجهز شدند؛ در حالی که نمونه‌های مخصوص بازارهای خارج از آمریکا از چراغ‌های قابل تعویض با طراحی آئرودینامیک استفاده می‌کردند. دیگر امکانات مربوط به چراغ‌ها و روشنایی، شبرنگ‌ها و نشانگرهای جانبی کهربایی در جلو و قرمز در عقب برای مدل‌های بازار آمریکا و چراغ‌شور جلو و چراغ مه‌شکن قرمز در عقب برای بازار اروپا را شامل می‌شد. آکوردهایی که برای عرضه در بازار ژاپن ساخته شدند، نسبت به مدل‌های موجود در دیگر بازارها دارای ویژگی‌های منحصر به فردی از جمله ارتفاع قابل تنظیم سیستم تعلیق و آینه‌های جانبی نصب‌شده بر روی گلگیرهای جلو بودند.
در سال ۱۹۸۳، شرکت هوندا برای به‌روزرسانی جعبه‌دندهٔ سه‌سرعتهٔ اتوماتیک، آن را با یک نمونهٔ چهار سرعتهٔ اتوماتیک جایگزین کرد که پیشرفت مهمی در جعبه دندهٔ آکورد محسوب می‌شد. در عین حال جعبه دندهٔ پنج‌سرعتهٔ دستی نیز بدون تغییر باقی ماند. مدل اس‌ئی (Special Edition) دارای امکاناتی از جمله تودوزی چرم، شیشه‌بالابر برقی و سقف بازشوی برقی بود. در بخش پیشرانه نیز موتور بهبود یافتهٔ ئی‌کی-۲، که همچنان از سیستم سوخت‌رسانی کاربراتوری استفاده می‌کرد، جایگزین موتور قبلی؛ یعنی ئی‌کی-۱ شد.

### مدل سال ۱۹۸۴ با طراحی جدید
در سال ۱۹۸۳، آکوردهایی که در غرب ایالات متحده به فروش می‌رسیدند در کارخانهٔ تازه تأسیس هوندا در ماریسویل و با کیفیتی یکسان با نمونه‌های تولید شده در ژاپن، ساخته می‌شدند. هوندا در ماه ژوئیهٔ سال ۱۹۸۳ بازطراحی بدنهٔ هوندا آکورد را در دستور کار قرار داد. این مدل جدید که در سال ۱۹۸۴ عرضه شد، دارای دماغه‌ای کمی متمایل به سمت پایین، پیشرانه‌ای جدید با ۱۲ سوپاپ و سامانهٔ سی‌وی‌سی‌سی بود. همه خودروهای این مدل از موتور ئی‌وای با حجم ۱٫۶ لیتری یا موتور ئی‌اس-۲ با حجم ۱٬۸۳۰ سی‌سی استفاده می‌کردند. موتور ئی‌اس-۲ با رعایت محدودیت‌های فدرال، قابلیت تولید نیرویی معادل ۸۶ اسب بخار (۶۴ کیلووات) داشت.
مدل ال‌ایکس شامل امکانات اضافه‌ای نسبت به مدل استاندارد بود که از جملهٔ این امکانات می‌توان به تزئینات داخلی و تودوزی از جنس مخمل، پخش کاست‌خوان با قابلیت برگرداندن اتوماتیک کاست، تهویهٔ مطبوع، ترمز و فرمان هیدرولیک، شیشه‌بالابرهای برقی، قفل مرکزی (فقط مدل سدان)، ساعت دیجیتال بر روی داشبورد، آنتن رادیوی نصب شده بر روی ستون، سگک‌های کمربند ضخیم به رنگ مشکی، سپرهای یکپارچه و قالپاق‌های پلاستیکی آلیاژی، که یادآور آئودی ۱۰۰ بودند، اشاره کرد.
آکورد سدان مدل ۱۹۸۴ در چهار رنگِ سادهٔ سفید یونانی، و متالیک خاکستری کلمبوس، متالیک قرمز ریجنسی (بورگوندی) و متالیک آبی استراتوس (استیل)، هاچ‌بک استاندارد در سه رنگِ سادهٔ سفید یونانی، سادهٔ قرمز دومینیکن و متالیک آبی استراتوس و مدل ال‌ایکس در سه رنگِ متالیک خاکستری گرافیت، متالیک قرمز ریجنسی و متالیک قهوه‌ای مسی عرضه می‌شد.
نسل دوم آکورد یکی از اولین خودروها با مهندسی ژاپنی بود که به سامانهٔ کنترل رایانه‌ای تزریق سوخت و استفاده از یک تزریق‌کننده به ازای هر سیلندر مجهز شد. این سامانه برای اولین بار در ۲۴ مهٔ ۱۹۸۴ و بر روی موتورهای ۱٫۸ لیتری سری ئی‌اس نصب شد و هوندا نام «تزریق سوخت برنامه‌ریزی شده» (PGM-FI) را برای آن انتخاب کرد. این سیستم تا سال ۱۹۸۵ بر روی خودروهای مخصوص بازار آمریکای شمالی استفاده نشد. خودروهای مجهز به سامانهٔ تزریق سوخت برنامه‌ریزی شده، می‌توانستند ۱۲۸ اسب بخار (۹۵ کیلووات) نیرو تولید کنند و مصرف سوخت‌شان برابر ۷٫۶ لیتر بر ۱۰۰ کیلومتر (۳۱ مایل بر گالون آمریکایی) در شهر و ۴٫۵ لیتر بر ۱۰۰ کیلومتر (۵۲ مایل بر گالون آمریکایی) در بزرگراه بود.
در سال ۱۹۸۵ مدل اس‌ئی (Special Edition) با کد مدل اس‌ئی-آی (SE-i) معرفی شد. این مدل دارای موتور اختصاصی ئی‌اس۳ با قدرت ۱۱۰ اسب بخار (۸۲ کیلووات)، مجهز به سیستم تزریق مستقیم سوخت انژکتوری و فاقد سامانهٔ سی‌وی‌سی‌سی بود. کد «SE» نشان‌دهندهٔ مدل اس‌ئی و کد «i» نشان‌دهندهٔ سیستم سوخت‌رسانی انژکتوری بود. با معرفی زودهنگام اس‌ئی-آی به بازار ژاپن، آکورد برای اولین بار به سیستم سوخت‌رسانی انژکتوری مجهز شد. موتور ۱٬۸۲۹ سی‌سی این مدل، که طراحی پایهٔ آن تا سال ۱۹۸۹ تداوم داشت، اولین موتور فاقد سامانهٔ سی‌وی‌سی‌سی بود که بر روی یک خودروی آکورد نصب می‌شد. این مدل نیز مانند مدل اس‌ئی، دارای امکاناتی مانند صندلی‌های چرمی، سقف بازشوی برقی، شیشه‌های برنزی رنگ، سیستم صوتی پیشرفته با پخش کاست‌خوان و رینگ‌های چرخ ۱۳ اینچی آلیاژی و اساساً همان امکانات هوندا ویگور وی‌تی‌ال-آی؛ خودرویی که فقط در بازار ژاپن عرضه می‌شد، بود.
بازار ژاپن امکانات قابل سفارش بیشتر را زودتر از دیگر نقاط جهان تجربه کرد اما امکانات قابل سفارش در بازارهای مختلف با یکدیگر تفاوت داشتند؛ سیستم تعلیق بادی با ارتفاع قابل تنظیم در سال۱۹۸۱ و سیستم ترمز ضد قفل (ABL) در ۱۹۸۳ در ژاپن، سیستم ترمز ضد قفل در سال ۱۹۸۳ در اروپا، موتور ۱٫۸ لیتری، جعبه دندهٔ بروزرسانی شدهٔ چهار سرعتهٔ خودکار، از جملهٔ این امکانات بودند. با ارائه سیستم ترمز ضد قفل در ۱۹۸۳، خودروهای آکورد برای اولین بار به سیستم ترمز دیسکی برای هر چهار چرخ مجهز شدند.

## نسل سوم (۱۹۸۵–۱۹۸۹)
نسل سوم آکورد ابتدا در ۵ ژوئیهٔ ۱۹۸۵ در ژاپن و مدتی بعد در همان سال در اروپا و آمریکای شمالی رونمایی شد. بدنهٔ نسل جدید را توشی اوشیکا طراحی کرده بود. طراحی جدید با استقبال زیادی در سراسر جهان مواجه شد. یکی از خصوصیات چشمگیر این نسل، که آن را از هوندا ویگور متمایز می‌ساخت، استفاده از چراغ پنهان جلو بود. در ژاپن اگرچه آکوردهای نسل سوم هاچ‌بک، آئرودک و کوپه با چراغ پنهان عرضه می‌شدند، اما از سال ۱۹۸۷ نمونه‌هایی از سدان با نام اختصاری سی‌ای (CA) وارد بازار ژاپن شد که دارای چراغ‌های معمولی بود.
نسل سوم آکورد اولین خودروی ساخت شرکت هوندا بود که هم در جلو و هم در عقب، از سیستم تعلیق دوجناقی استفاده می‌کرد. هرچند که این سیستم از سیستم تعلیق مک‌فرسون گران‌تر بود، اما باعث ایجاد پایداری بیشتر و فرمان‌پذیری دقیق‌تر در خودرو می‌شد. همهٔ انواع آکورد نسل سوم از ابتدا میل موج‌گیر جلو داشتند و در مدل‌های جدیدتر میل موج‌گیر عقب نیز به خودروهای تولیدی اضافه شد. ترمز این خودرو در بعضی از انواع به صورت چهار دیسک کوچک با کالیپرهای مجهز به پیستون دوقلو، در بعضی به صورت دیسک‌های بزرگ با کالیپرهای تک پیستون و در بعضی دیگر به صورت ترکیبی (ترمز دیسکی برای جلو و ترمز کاسه‌ای برای عقب) بود. خودروهایی که در هر چهار چرخ ترمز دیسکی داشتند، در همهٔ بازارها با سیستم ترمز ای‌بی‌اس نیز در دسترس بودند. مدل‌های پایه رینگ‌های فولادی سیزده اینچی همراه با قالپاق چرخ داشتند. اما برای مدل‌های گران‌تر، رینگ‌های چهارده اینچی آلیاژی نیز قابل سفارش بود.
با معرفی موتور جدید ۲٫۰ لیتری در ژاپن، دارندگان این خودروها ملزم به پرداخت عوارض جاده‌ای بیشتری نسبت به دو نسل قبلی شدند و به این ترتیب، هوندا آکورد در این کشور وارد دسته‌بندی خودروهای لوکس شد.
این نسل علاوه بر مدل سدان آکورد، با بدنه‌های متفاوت دیگری شامل مدل سه‌در هاچ‌بک، مدل سه‌در شوتینگ بریک (با نام آکورد آئرودک) و مدل دو-در کوپه (که در سال ۱۹۸۷ معرفی و با مدل سال ۱۹۸۸ وارد بازار شد) نیز در بازارهای مختلف جهان موجود بود. آکورد کوپه، که به‌طور اختصاصی در کارخانهٔ ماریسویل در ایالات متحده تولید می‌شد، اولین خودروی ژاپنی بود که در ایالات متحده تولید شده و از آنجا به کشور ژاپن صادر می‌شد.

### آکورد آئرودک

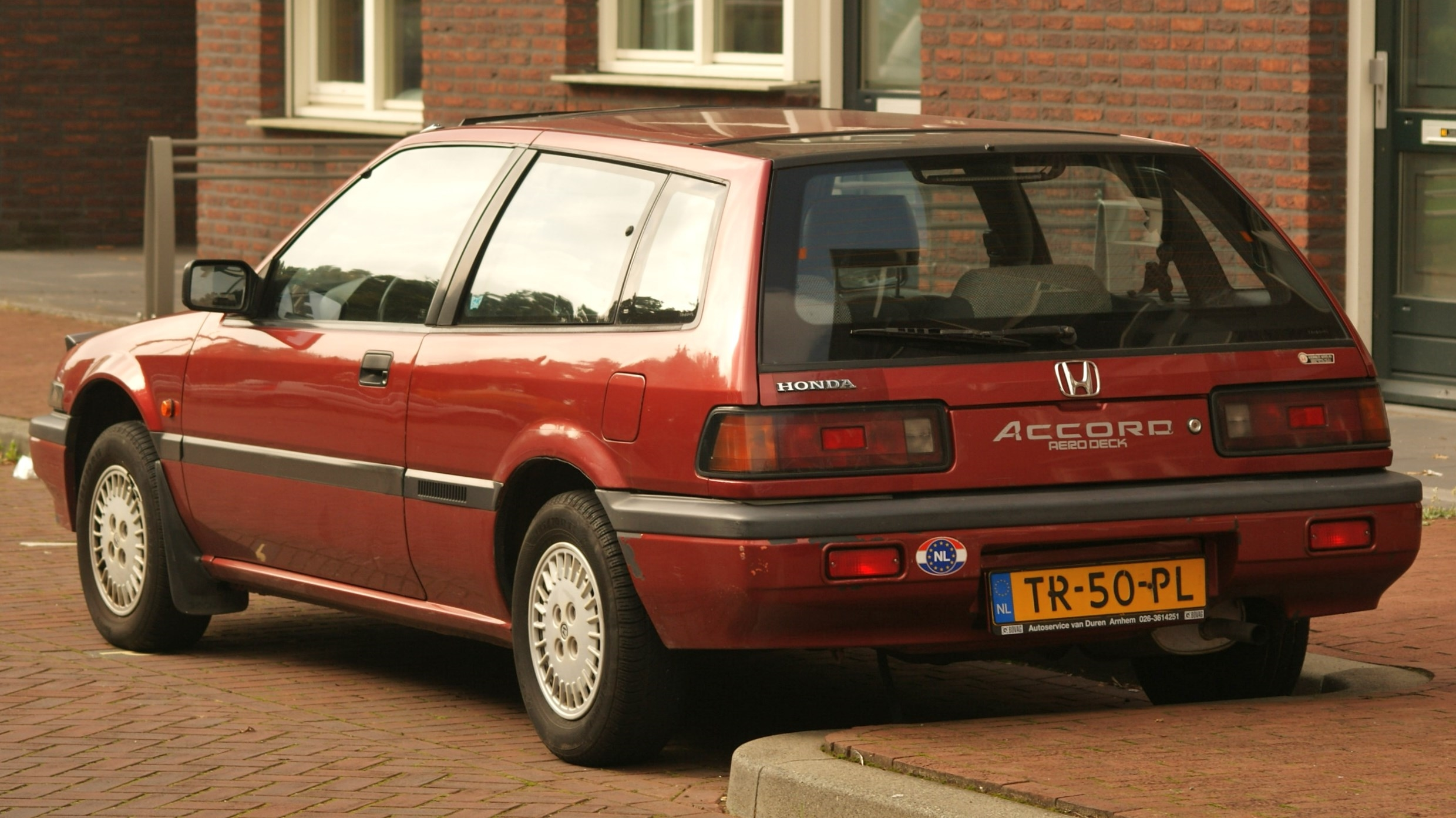
آکورد آئرودک شوتینگ بریک

آئرودک، نسخهٔ شوتینگ بریکِ سه‌درِ آکورد، از سال ۱۹۸۶ تا ۱۹۸۹ عرضه شد. این مدل اگرچه به هاچ‌بک سه‌درِ سیویک شباهت داشت، اما از آن بزرگ‌تر بود، شیشهٔ عقبش تا روی بخش انتهایی سقف ادامه داشت و در قسمت دماغه نیز به چراغ‌های پنهان (مانند سدان‌های موجود در بازار ژاپن و آمریکای شمالی) مجهز بود. این مدل در بازار ژاپن، در تیپ‌های ال‌ایکس، ال‌ایکس-اس ال‌ایکس‌آر، ال‌ایکس‌آر-اس و ۲٫۰ اس‌آی و در بازار اروپا تنها در تیپ ئی‌ایکس عرضه می‌شد؛ در حالی که در بازار آمریکای شمالی اصلاً عرضه نشد.
در تیپ‌های ال‌ایکس و ال‌ایکس‌آر در ژاپن، از یک موتور بنزینی با حجم ۱٬۸۳۰ سانتی‌متر مکعب (۱٫۸ لیتر)، توان خروجی ۱۰۹ اسب بخار (۸۱ کیلووات) و گشتاور ۱۴۹ نیوتن متر (۱۱۰ پوند-فوت) استفاده شده‌بود.
در تیپ‌های ال‌ایکس-اس و ال‌ایکس‌آر-اس حجم موتور با اندکی افزایش، به ۱٬۸۳۴ سانتی‌متر مکعب (۱٫۸ لیتر) رسیده بود، اما همین افزایش اندک، چون از میل‌سوپاپ بالاسری (DOHC)، استفاده می‌شد، توان خروجی و گشتاور را با افزایش قابل توجهی مواجه کرد و به‌ترتیب به ۱۲۸ اسب بخار (۹۵ کیلووات) و ۱۶۲ نیوتن متر (۱۱۹ پوند-فوت) رساند.
قوی‌ترین تیپ موجود آکورد آئرودک، مدل ۲٫۰ اس‌ای بود که موتور ۱٬۹۵۸ سانتی‌متر مکعب (۲٫۰ لیتر) مجهز به سیستم تزریق غیرمستقیم سوخت با نیروی خروجی ۱۵۸ اسب بخار (۱۱۸ کیلووات) و گشتاور ۱۸۶ نیوتن متر (۱۳۷ پوند-فوت) داشت.
آکورد آئرودک تیپ ئی‌ایکس دو نوع موتور کاربراتوری و انژکتوری داشت که حجم موتور هردو، برابرِ ۱٬۹۵۵ سانتی‌متر مکعب (۲٫۰ لیتر) بود. اما موتور کاربراتوری توان خروجی ۱۰۵ اسب بخار (۷۸ کیلووات) و انژکتوری ۱۲۱ اسب بخار (۹۰ کیلووات) داشتند. از دسامبر ۱۹۸۵، موتور انژکتوری به یک کاتالیزور سه مرحله‌ای مجهز شد و توان خروجی آن به ۱۱۳ اسب بخار (۸۴ کیلووات) کاهش یافت.
تمام تیپ‌های هوندا آکورد آئرودک در ژاپن و اروپا، طبق سفارش مشتری، با جعبه‌دندهٔ پنج‌سرعتهٔ دستی یا چهارسرعتهٔ خودکار عرضه می‌شدند.

## نسل چهارم (۱۹۹۰–۱۹۹۳)

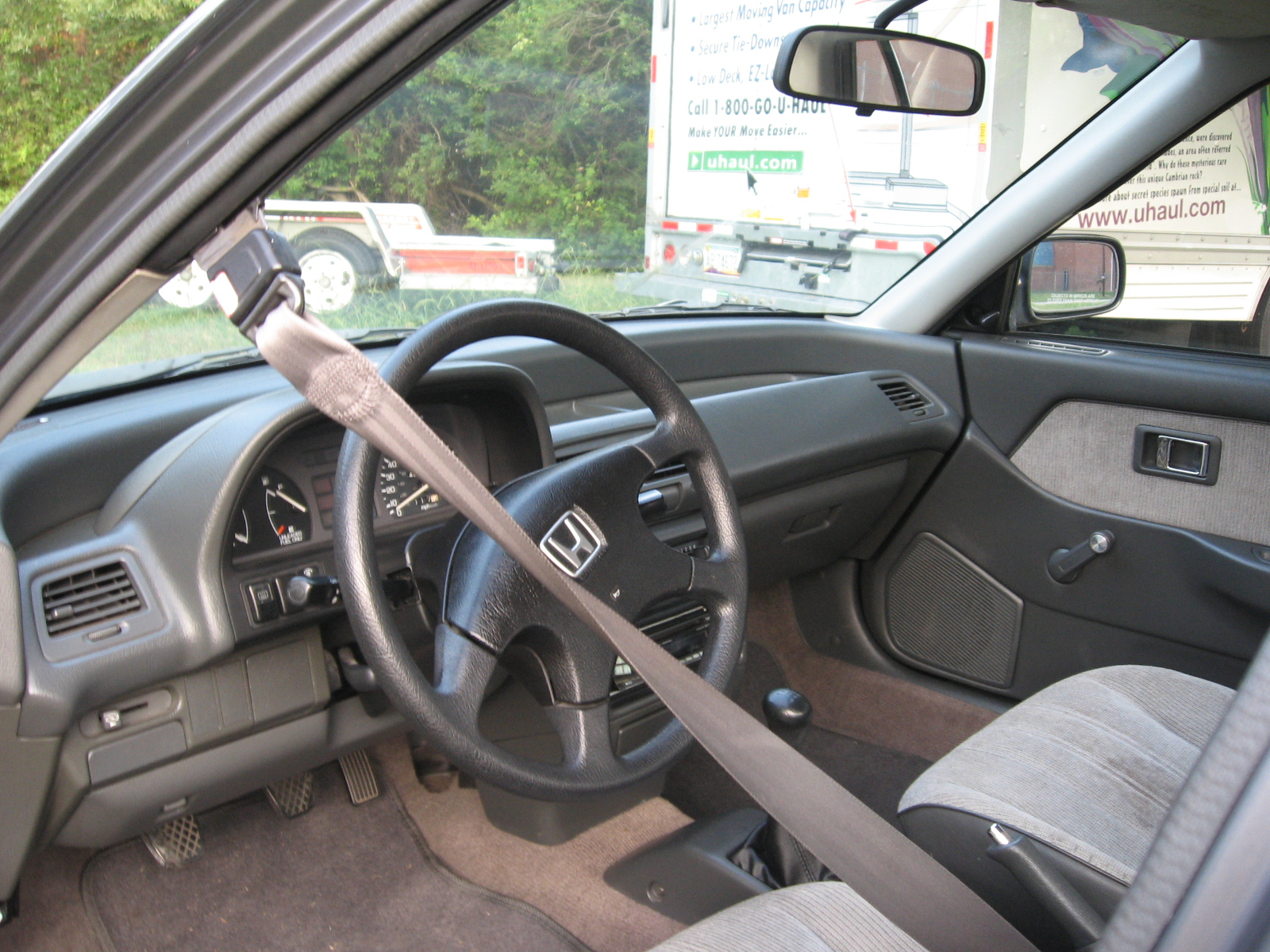
کمربند نیمه‌خودکار یک هوندا سیویک

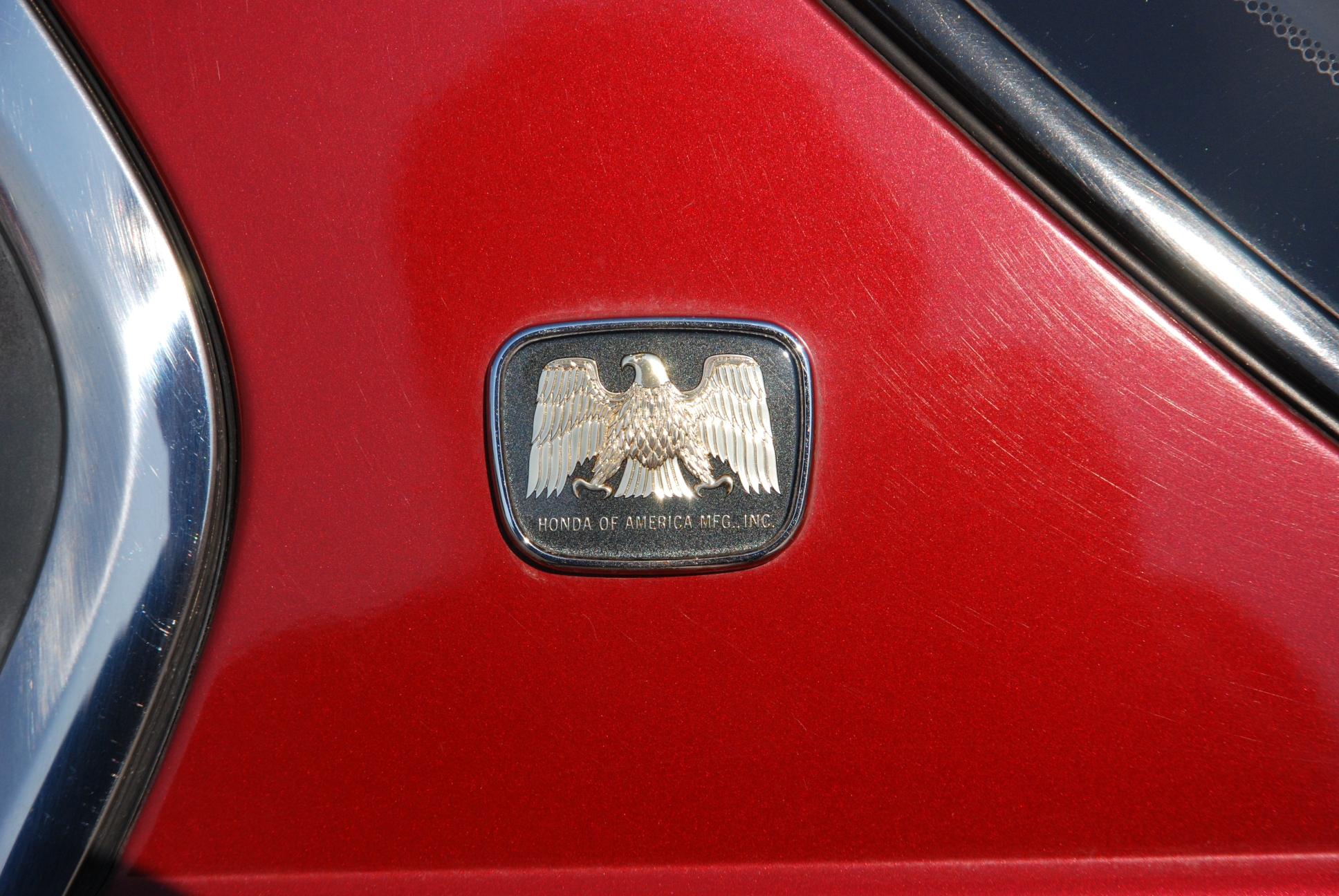
نشان هوندای آمریکا (نصب‌شده بر روی ستون C)

نسل چهارم با کد سی‌بی۷ در سال ۱۹۸۹ بر روی شاسی «سی‌بی» طراحی و در سال ۱۹۹۰ رونمایی شد. این نسل با وجود اندازهٔ بزرگ‌تر نسبت به نسل‌های پیشین، همچنان از طراحی کوتاه و نزدیک به زمین و همچنین شیشهٔ عقب خمیده شده به طرفین ستون مانند نسل سوم برخوردار بود. برای اولین بار در سطح بازارهای جهان، مدل هاچ‌بک ۳ در از سری مدل‌های آکورد حذف شد.
این نسل اولین خودروی تولید شده در ایالات متحده بود که به چراغ‌های جلوی لنزی با لنزهای کاملاً شفاف و مسطح مجهز می‌شد. سبک طراحی نسل چهارم آکورد از مدل پرچمدار هوندا لجند، که در آمریکای شمالی با نام آکورا لجند شناخته می‌شد، الهام گرفته شده بود.
مهندسی و طراحی فنی چهارمین نسل آکورد به‌طور قابل توجهی بهبود داده شده‌بود. تمام آکوردهایی که در آمریکای شمالی به فروش می‌رسیدند به‌طور استاندارد به یک موتور تمام آلومینیومی ۲٫۲ لیتری ۱۶ سوپاپ با سیستم انژکتور الکترونیکی مجهز بودند که جایگزین مدل ۲٫۰ لیتری ۱۲ سوپاپ نسل قبلی شده بود. مدل‌های دارای جعبه‌دندهٔ خودکار به یک دسته موتور کنترل‌شوندهٔ الکترونیکی در قسمت پشت پیشرانه مجهز شدند که صداهای بم و لرزش موتور را کاهش می‌داد. این دسته‌موتور دو محفظه داشت که با مایع هیدرولیک پر می‌شدند و یک دریچهٔ کنترل‌شوندهٔ رایانه‌ای آنها را از یکدیگر جدا می‌کرد. در دورهای پائین موتور، مایع هیدرولیک به داخل دریچه هدایت می‌شد تا لرزش موتور را خنثی کند و در دور موتورهای بالای ۸۵۰ دور بر دقیقه، این مایع به اطراف دریچه هدایت می‌شد تا با افزایش استحکام دسته‌موتور، صدای بم تولید شده را کاهش دهد.
در ایالات متحده، تیپ‌های ال‌ایکس-آی و ای‌ایکس-آی با تیپ‌های ال‌ایکس، دی‌ایکس و ئی‌ایکس جایگزین شدند و در کانادا نیز تیپ‌های ال‌ایکس، ئی‌ایکس و ئی‌ایکس-آر به ترتیب با تیپ‌های ال‌ایکس، دی‌ایکس و ئی‌ایکس در ایالات متحده برابر بودند. تیپ‌های قابل انتخاب برای مدل کوپه در آمریکا همانند مدل سدان شامل تیپ‌های ال‌ایکس، دی‌ایکس و ئی‌ایکس می‌شد. در اواخر دههٔ ۱۹۸۰ میلادی، هوندا پرلود به اولین خودرویی تبدیل شد که در بازار ایالات متحده با سیستم چهار چرخ فرمان‌پذیر نیز عرضه می‌شد. در این سیستم که بعدها برای برخی مدل‌های آکورد در بازار ژاپن نیز ارائه شد، از یک شفت برای اتصال جعبه‌فرمان جلو به میله‌های مهار چرخ‌های عقب استفاده شده‌بود تا با فرمان‌پذیری چرخ‌های عقب بین ۱٫۵ تا ۵٫۳ درجه (بسته به زاویهٔ چرخش) برخلاف جهت چرخش چرخ‌های جلو، شعاع گردش خودرو را حدود ۱۰٪ کاهش دهد. در سال ۱۹۹۱ نسل جدیدی از این سیستم بر روی خودروی پرلود عرضه شد که از سامانهٔ کنترل رایانه‌ای و موتور الکتریکی به‌جای شفت اتصال برخوردار بود.
برای مدل‌های دی‌ایکس و ال‌ایکس، یک موتور ۴ سیلندر با توان ۱۲۵ اسب بخار (۹۳ کیلووات) ارائه شده‌بود، در حالی که مدل‌های ئی‌ایکس سال‌های ۱۹۹۰ و ۹۱ به یک نمونهٔ ۱۳۰ اسب بخاری (۹۷ کیلووات) مجهز بودند. سیستم کنترل پیمایش در فهرست امکانات سدان‌های دی‌ایکس موجود نبود، اما امکاناتی چون فرمان هیدرولیک، غربیلک فرمان با زاویه قابل تنظیم و رینگ‌های ۱۴ اینچی برای آن ارائه می‌شدند. تیپ ال‌ایکس دارای امکاناتی چون تهویهٔ مطبوع، شیشه‌ها، آینه‌های جانبی و سقف بازشوی برقی و قفل مرکزی بود. تیپ ئی‌ایکس به لطف طراحی متفاوت منیفولد اگزوز، لوله‌های اگزوز کمی بزرگتر و خروجی‌های دوقلو در عقب، دارای ۵ اسب بخار توان بیشتر بود. در تمام مدل‌های تیپ ئی‌ایکس، امکاناتی نظیر رینگ‌های ۱۵ اینچی از جنس آلیاژ آلومینیوم ماشین‌کاری شده، سقف بازشوی برقی، کمک‌فنرهای بادی در جلو، پخش کاست‌خوان و رادیو ای‌ام/اف‌ام، به صورت استاندارد وجود داشت. از سال ۱۹۹۲ مدل‌های سدان، کوپه و استیشن واگن به ترمزهای دیسکی برای هر چهار چرخ به همراه سیستم ضد قفل مجهز شدند.
به دلیل وضع مقررات سخت‌گیرانه برای امنیت خودروها توسط سازمان NHTSA (سازمان ملی مدیریت امنیت بزرگراه‌های آمریکا)، تمام آکوردهای مدل سال ۱۹۹۰ و ۱۹۹۱ فروخته شده در ایالات متحده به کمربندهای ایمنی موتوردار برای سرنشینان جلو مجهز بودند. عملکرد این کمربندهای نیمه‌خودکار به این صورت بود که محل اتصال هر دو کمربند جلو بلافاصله بعد از بسته شدن درها به‌طور خودکار از جلوی قاب شیشه به ستون میانی منتقل می‌شد، این روند به هنگام بازشدن درها به‌طور برعکس صورت می‌گرفت تا کمربندها آزاد شوند. با وجود این سیستم نیمه‌خودکار، بستن کمربندها همچنان به صورت دستی انجام می‌شد.
در اوایل سال ۱۹۹۰، شرکت هوندا مدل استیشن واگن آکورد را معرفی کرد که قرار بود تولید آن در سال ۱۹۹۱ در کارخانه اوهایو شروع شود. خط تولید اوهایو مدل‌های آکورد با فرمان سمت راست را به اروپا صادر می‌کرد و در اروپا مدل استیشن واگن آکورد با نام آئرودک (اشاره به مدل ۲ در شوتینگ بریک سال‌های ۱۹۸۵ تا ۱۹۸۹) شناخته می‌شد. طبق توافق صورت‌گرفته میان اروپا و ژاپن در اوت ۱۹۹۱ مبنی بر محدودیت سهم خودروهای ژاپنی مونتاژ و وارد شده در اروپا از بازار این منطقه، شرکت‌های ژاپنی ملزم بودند که تا سال ۱۹۹۹ تولید و صادرات خود به اروپا را به ۱۶٪ از کل سهم بازار محدود کنند. اما این محدودیت، خودروهایی که توسط این شرکت‌ها در خاک ایالات متحده تولید شده و به اروپا صادر می‌شدند را شامل نمی‌شد. آکورد واگن در بریتانیا، آلمان، سوئیس، بلژیک و هلند عرضه شده‌بود، اما ایتالیا و فرانسه نسبت به جلوگیری از ورود خودروهای ژاپنی به بازار خودروی خود سخت‌گیرتر بودند. مقامات گمرک فرانسه معتقد بودند که آکورد واگن نباید به عنوان یک خودروی آمریکایی در نظر گرفته‌شود. در ماه ژوئن ۱۹۹۱، و هنگامی که ۱۷۵ دستگاه آکورد واگن در کشور بلژیک در انتظار ورود به فرانسه بودند، مقامات فرانسه اعلام کردند که تصمیم‌گیری در مورد این خودروها تا زمان مذاکرات وسیع‌تر میان اروپا و ژاپن به تعویق خواهد افتاد.
آکورد استیشن واگن در دو تیپ ال‌ایکس و دی‌ایکس عرضه شده‌بود، تیپ ال‌ایکس علاوه بر تجهیزاتی بر روی مدل کوپهٔ دی‌ایکس نیز ارائه می‌شد، دارای کیسهٔ هوای جانبی برای راننده بود، و برای تیپ ئی‌ایکس، علاوه بر کیسهٔ هوای جانبی، سقف بازشوی برقی و رینگ‌های چرخ ۱۵ اینچی آلیاژی نیز در نظر گرفته شده‌بود.

### بازگشت اس‌ئی (۱۹۹۱)
شرکت هوندا در سال ۱۹۹۱ سدان اس‌ئی آکورد را دوباره به بازار معرفی کرد. این تیپ در حالی به مجموعهٔ آکورد افزوده شد که فاقد سیستم صوتی پرقدرت ساخت شرکت «بوز» بود، ولی یک سیستم پخش کاست‌خوان ئی‌ایکس با رادیوی ای‌ام/اف‌ام به همراه ۴ بلندگوی ۲۰ وات جایگزین آن شده بود. از دیگر امکانات استاندارد این مدل می‌توان به فرمان با روکش دوخته‌شدهٔ چرمی، رودری‌ها و صندلی‌های چرمی، یک موتور انژکتوری با توان خروجی ۱۴۰ اسب بخار (۱۰۴ کیلووات)، جعبه‌دندهٔ ۴ سرعتهٔ خودکار و ترمزهای دیسکی برای هر ۴ چرخ با سیستم ضدقفل اشاره نمود. برای اولین بار جعبه‌دندهٔ دستی برای مدل اس‌ئی قابل سفارش نبود. دو رنگ نقره‌ای سولاریس متالیک با تودوزی مشکی گرافیت، و آبی بریتانی متالیک با تودوزی کرم رنگ (عاجی) بر روی این مدل قابل انتخاب بودند. برخلاف نمونه‌های قبلی، رینگ‌های چرخ آلیاژی بر روی تیپ اس‌ئی ۱۹۹۱ قابل سفارش نبودند، و به‌جای آن‌ها از همان رینگ‌های نصب شده بر روی تیپ ئی‌ایکس استفاده شده‌بود.

### بروزرسانی (۱۹۹۲–۱۹۹۳)
در سال ۱۹۹۱ هوندا آکورد تغییراتی را در نمای ظاهری و بخش فنی خود برای مدل سال ۱۹۹۲ تجربه کرد. تیپ اس‌ئی از مدل‌های آکورد حذف شد ولی موتور ۱۴۰ اسب بخاری اف۲۲ای۶ آن به مدل ئی‌ایکس منتقل شد. نصب این موتور، با توجه به طراحی جدید سیستم اگزوز، ۱۵ اسب بخار نیروی بیشتر نسبت به تیپ‌های دی‌ایکس و ال‌ایکس و ۱۰ اسب بخار نسبت به تیپ ئی‌ایکس سال‌های ۹۰ تا ۹۱ را برای آکورد ئی‌ایکس جدید به همراه داشت. در این پیشرانه از همان خروجی‌های اگزوز دوقلوی تیپ‌های ئی‌ایکس و اس‌ئی با در نظر گرفتن تغییراتی از جمله بازبینی اندازهٔ سیستم ورودی هوا، بازبینی میل بادامک و طراحی جدید منیفولد ورودی هوا (که به سوپاپ‌های پروانه‌ای مجهز بودند) استفاده شده‌بود. سوپاپ‌های پروانه‌ای در دور موتور ۴۶۰۰ دور بر دقیقه باز می‌شدند تا تنفس هوای منیفولد ورودی در دور موتورهای بالا بهتر صورت بگیرد. در مدل‌های سال ۱۹۹۲ و ۱۹۹۳ کمربندهای نیمه‌خودکار موتوردار با همان کمربندهای شانه‌ای مرسوم برای تمام سرنشینان بجز سرنشین میانی عقب جایگزین شد و کیسهٔ هوای جانبی برای راننده نیز در این مدل‌ها نصب گردید. سیستم ترمز ضد قفل همراه با ۴ دیسک ترمز برای هر ۴ چرخ بر روی مدل‌های ئی‌ایکس به فهرست امکانات استاندارد اضافه شد. همچنین انحنای بیشتر لبه‌ها و زاویه‌ها در قسمت دماغه و عقب ظاهر مدرن‌تری به آکورد بخشید. در آکوردهای سدان و کوپه قطعات جدیدی همچون چراغ‌های جلو و جلوپنجرهٔ متفاوت، چراغ‌های عقب کهربایی، ضربه‌گیرهای جانبی کمی باریک‌تر، و رینگ‌های بازطراحی‌شده نصب شد. برای اولین بار مدل ئی‌ایکس کوپه رینگ‌هایی متفاوت از ئی‌ایکس سدان داشت. در مدل‌های سدان و کوپه، چراغ‌های عقب از نو طراحی و چراغ‌های راهنما و دنده‌عقب به بخش پایینی منتقل شدند؛ در حالی که در مدل استیشن واگن از همان چراغ‌های نصب شده بر روی آکوردهای ۱۹۹۰ و ۹۱ استفاده شد. از جمله امکانات استاندارد جدید، افزودن سیستم ضد سرقت به رادیوهای تیپ ئی‌ایکس و تعبیهٔ زیرآرنجی برای صندلی راننده در مدل ئی‌ایکس بود.
- کوپه (تغییر چهره ۱۹۹۱)
- سدان (تغییر چهره ۱۹۹۱)
- استیشن واگن (تغییر چهره ۱۹۹۱)

## نسل پنجم (۱۹۹۳–۱۹۹۷)
برای اولین بار در تاریخ هوندا آکورد، شرکت هوندا در سال ۱۹۹۳ این مدل را به شکل دو نسخهٔ متمایز معرفی کرد؛ یک نسخه مخصوص بازار اروپا و دیگری مخصوص آمریکای شمالی و ژاپن. هوندا و گروه روور با همکاری یکدیگر مدل اروپائی آکورد؛ یعنی روور ۶۰۰ را خلق کردند. پیش از این، هوندا و روور در تولید مدل‌های هوندا لجند و روور ۸۰۰ همکاری موفقیت‌آمیزی را تجربه کرده‌بودند. همان‌گونه که بعضی از محصولات شرکت ایسوزو در ژاپن تحت برند هوندا به فروش می‌رسیدند، این نسل از آکورد در ژاپن با نام ایسوزو آسکا نیز فروخته می‌شد.
در زمان رونمایی در سال ۱۹۹۳، هوندا آکورد برای بار دوم برندهٔ جایزهٔ خودروی سال ژاپن شد.

### آمریکای شمالی، ژاپن، آسیا و اقیانوسیه
نسخهٔ مخصوص بازار آمریکای شمالی از نسل پنجم آکورد در تاریخ ۹ سپتامبر ۹۳ عرضه شد. برای سازگاری با نیازهای بازار آمریکای شمالی، این مدل از نسل‌های پیشین بزرگتر بود؛ افزایش عرض و کاهش طول بدنه این نسل را همچنان در کلاس خودروهای اندازه متوسط در آمریکای شمالی قرار می‌داد. بنا بود این نسل از آکورد در کلاسی پایینتر از نسل دوم هوندا اسکوت و هوندا رافاگا قرار بگیرد، اما پهنای بدنهٔ آن کمی بیشتر شد و درنتیجه در کلاس مالیاتی مورد نظر در ژاپن قرار نگرفت.
توسعهٔ نسل پنجم از سپتامبر ۱۹۸۹ و طراحی آن از ژوئیهٔ ۱۹۹۰ آغاز شد. طرح نهایی در تاریخ ۱۸ دسامبر ۱۹۹۰ گزینش شد، اما این پروسه تا میانهٔ سال ۱۹۹۱ متوقف شد. ناهماهنگی‌ها و تناقضات موجود در طراحی، چندین دگرگونی را تا ماه آوریل سال ۱۹۹۲ به دنبال داشت و در نهایت به ظهور یک طراحی جدید انجامید که شروع تولید آن برای سال ۱۹۹۳ برنامه‌ریزی شد. امتیاز طراحی این نسل در تاریخ ۱۶ دسامبر ۱۹۹۲ در ایالات متحده ثبت و تولید آن از ۲۴ اوت ۱۹۹۳ در خط تولید ماریسویل آغاز شد.
شرکت هوندا برای مدل سدان اختصاصی بازار ژاپن چهار موتور با اندازه‌های مختلف در نظر گرفته بود که موتورهای ۱٫۸ لیتری، ۲٫۰ لیتری، ۲٫۲ لیتری وی‌تک و ۲٫۲ لیتری دو میل‌سوپاپ وی‌تک را شامل می‌شد.
نسل پنجم آکورد اولین نسلی بود که در کشور فیلیپین ساخته می‌شد و به فروش می‌رسید.
آکورد در آمریکا با همان تیپ‌های دی‌ایکس، ال‌ایکس و ئی‌ایکس عرضه شد و مدل‌های ال‌ایکس، ئی‌ایکس و ئی‌ایکس-آر نیز مانند نسل قبلی برای کانادا در نظر گرفته شدند. جعبه‌دندهٔ پنج‌سرعتهٔ دستی تقریباً بدون تغییر باقی ماند؛ در حالی که جعبه‌دندهٔ چهارسرعتهٔ خودکار، که به سختی در تعویض دنده‌ها مشهور بود، به سیستم برنامه‌ریزی تعویض دندهٔ هوندا با نام «گرید-لوجیک» مجهز شد. این سیستم در مسیرهای شیب‌دار از تعویض معکوس دنده به دندهٔ مرده جلوگیری می‌کرد و دنده را در همان دندهٔ درگیر شده نگه می‌داشت. طراحی داخلی تمام مدل‌های این نسل از آکورد، ارگونومیک‌تر بودند و تجهیزات ایمنی همچون کیسه‌هوای دوگانه برای سرنشینان جلو و میله‌های تقویت‌شدهٔ محافظ برای برخورد جانبی در آنها به‌صورت استاندارد درآمد. امکانات اختصاصی برای تیپ ئی‌ایکس مواردی همچون موتور ۲٫۲ لیتری ۴ سیلندر نسل قبلی با یک میل‌سوپاپ و سیستم وی‌تک (با قدرت ۱۴۵ اسب بخار (۱۰۸ کیلووات) در مقایسه با ۱۴۰ اسب بخار (۱۰۴ کیلووات) در مدل ئی‌ایکس نسل قبل)، ترمزهای ضدقفل (قابل سفارش برای تیپ ال‌ایکس)، ترمزهای دیسکی در هر ۴ چرخ، رینگ‌های آلیاژی ۱۵ اینچی و میله تعادل عقب را شامل می‌شد. در این نسل و برای مدل ئی‌ایکس، تودوزی چرمی به عنوان یک گزینهٔ انتخابی در نظر گرفته شد. به مدل‌هایی با این نوع تودوزی، ئی‌ایکس-ال می‌گفتند. تیپ‌های دی‌ایکس و ال‌ایکس در نسل پنجم به امکاناتی برابر با نسل قبلی و همان پیشرانهٔ ۲٫۲ لیتری ۴ سیلندر بدون سیستم وی‌تک با طراحی بهبود یافته مجهز بودند. این موتور در مقایسه با نسل قبلی با قدرت ۱۲۵ اسب بخار (۹۳ کیلووات)، توانایی تولید ۱۳۰ اسب بخار (۹۷ کیلووات) نیرو را داشت. در سال ۱۹۹۴ هوندا آکورد باری دیگر توسط مجلهٔ موتور ترند به‌عنوان خودروی وارداتی سال ایالات متحده انتخاب شد. طراحی ظاهری آکورد کوپه، همانند نسل قبل کاملاً با مدل سدان برابری می‌کرد. در پایان تولید نسل پنجم، و آغاز عرضهٔ نسل ششم، تولید مدل استیشن واگن در نهایت متوقف شد و هوندا آکورد تنها در مدل‌های سدان و کوپه عرضه شد.
در سال ۱۹۹۴ و برای مدل سال ۱۹۹۵، یک موتور وی۶ به موتورهای هوندا آکورد افزوده شد. این موتور که دارای حجم ۲٫۷ لیتر بود، از نسل اول آکیورا لجند در بازار ایالات متحده به عاریت گرفته شده‌بود. موتور وی۶ در هر دو تیپ ال‌ایکس و ئی‌ایکس سدان عرضه می‌شد. نصب موتور بزرگتر وی۶، تغییرات و اصلاحاتی را در طراحی دماغهٔ خودرو می‌طلبید؛ طراحی جدید دماغه و جلوپنجرهٔ جدید با تزئینات کرومی، از جمله تغییراتی بودند که بدین منظور بر روی هوندا آکورد اعمال شدند. همچنین در سال ۱۹۹۵، جعبه‌دندهٔ دستی نیز از فهرست تجهیزات مدل‌های استیشن واگن آکورد حذف شد. تیپ‌های ال‌ایکس و ئی‌ایکس مجهز به موتور وی۶، هر دو، جعبه‌دندهٔ ۴ سرعتهٔ خودکار داشتند. از جلوپنجره‌های مدل‌های وی۶ با تزئینات کرومی بعداً و در سال ۱۹۹۶ در مدل‌های چهار سیلندر نیز استفاده‌شد، همچنین در این سال طراحی سپرهای آکورد تغییر یافت و چراغ‌های عقب آن نیز بزرگ‌تر شدند. در مدل ئی‌ایکس-وی۶ از رینگ‌های ۱۵ اینچی ساخته‌شده از آلیاژ آلومینیوم ماشین‌کاری شده، و در مدل ال‌ایکس-وی۶ از رینگ‌های فولادی ۱۵ اینچی با قالپاق‌های کامل استفاده شده‌بود. برخلاف انتظارات مبنی بر تغییرات عمده در رنگ‌بندی بیرونی و داخلی، هوندا آکورد در سال ۱۹۹۵ تغییرات اندکی را تجربه کرد.
در سال ۱۹۹۵، همانند نسل‌های گذشته، آکورد در میانهٔ نسل پنجم نیز دستخوش تغییراتی برای مدل سال ۱۹۹۶ شد. سپرهای منحنی‌تر، چهرهٔ جلویی تغییر یافته، چراغ‌های راهنمای جدید در جلو و چراغ‌های عقب با طراحی به‌روزتر، ظاهری ملایم‌تر به آکورد بخشیده بود.

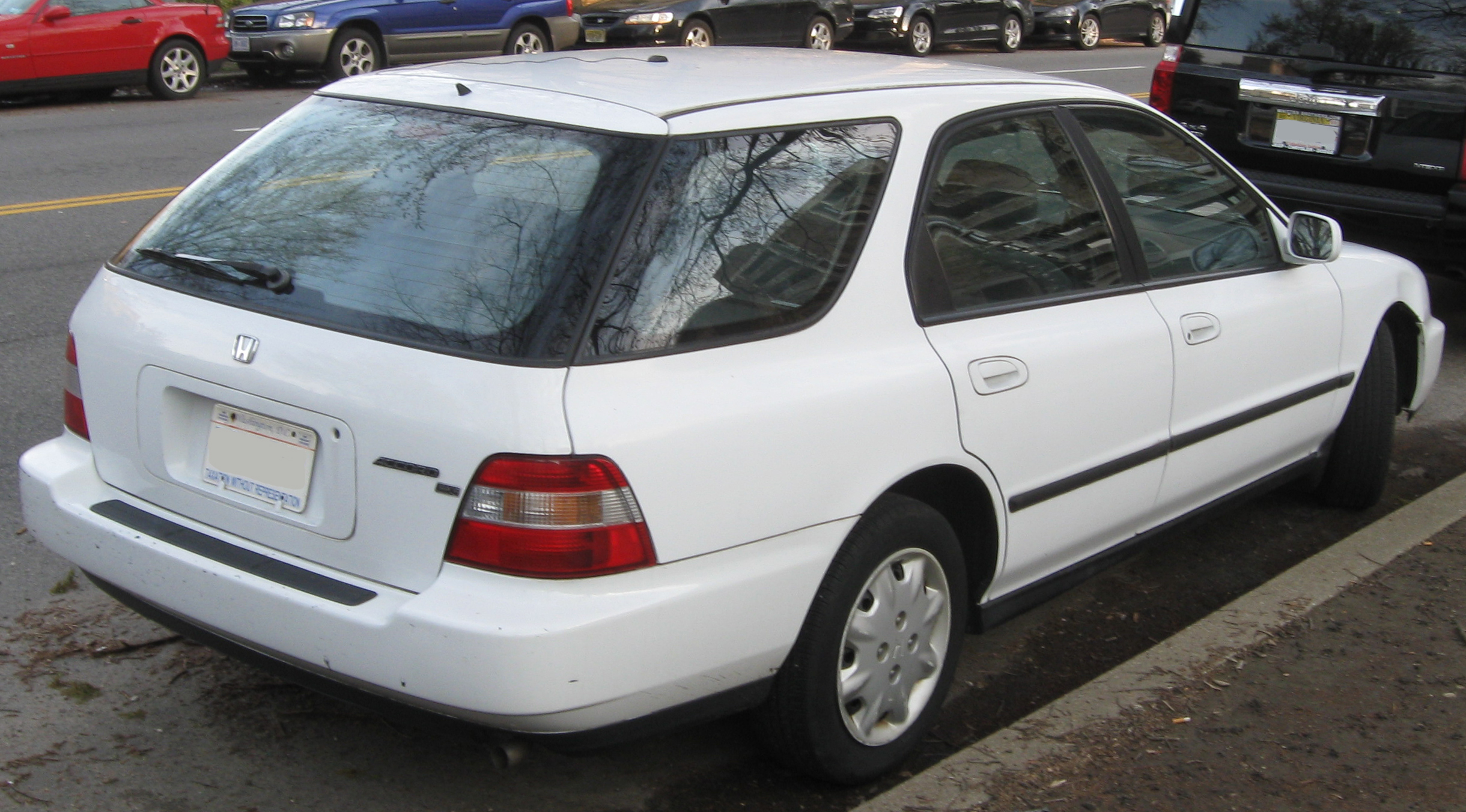
آکورد استیشن ال‌ایکس

برای مدل سال ۱۹۹۷، هوندا یک «نسخهٔ ویژه» از آکورد را معرفی کرد که با تیپ اس‌ئی متفاوت بود. از جمله رنگ‌های در نظر گرفته‌شده برای بدنهٔ این مدل، قرمز سن مارینو بود که با تودوزی خاکستری عرضه می‌شد و امکانات استانداردی نظیر سیستم امنیتی با ورود بدون کلید، پخش سی‌دی، ضربه‌گیرهای جانبی همرنگ بدنه، رینگ‌های متمایز آلیاژی و سقف بازشو داشت. در بخش فنی نیز این نسخهٔ ویژهٔ آکورد به موتور یکسان با تیپ ال‌ایکس مجهز بود و تنها با جعبه‌دندهٔ چهارسرعتهٔ خودکار قابل خریداری بود.
مدل‌های کوپه و استیشن واگن ساخته شده در ایالات متحده که به اروپا صادر می‌شدند، شامل هر دو نوع فرمان راست و فرمان چپ بودند، اما موتور وی۶ برای آن‌ها جزو گزینه‌های قابل انتخاب نبود.
نسل پنجم هوندا آکورد، یکی از خودروهایی بود که در ایالات متحده آمار دزدی زیادی را به خود اختصاص داده‌بود.

### مدل اروپایی

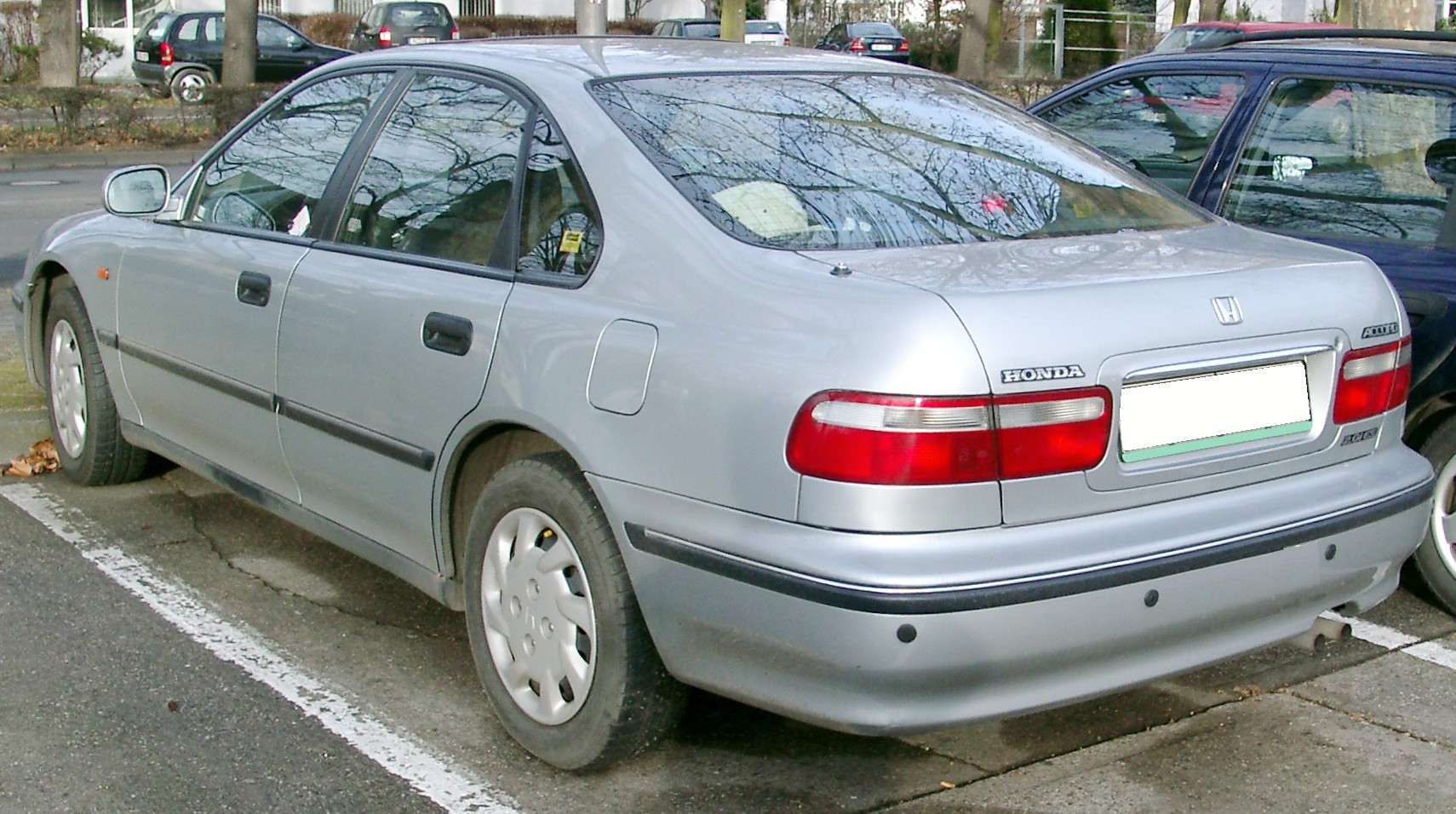
آکورد ۱۹۹۷ مخصوص بازار اروپا

نسل پنجم آکورد برای بازارهای اروپایی در سپتامبر ۱۹۹۳ و با ساختاری غیرمرتبط با آکورد سری سی‌دی (نسل پنجم در ژاپن و آمریکای شمالی) رونمایی شد. این مدل در واقع همان اسکوت اینووای بازار ژاپن بود که بر اساس پلت‌فرم سی‌بی نسل چهارم آکورد ساخته شده‌بود. این خودرو محصول تلاش مشترک هوندا و گروه روور بود که منجر به ساخت سری ۶۰۰ روور نیز شد.
در سال ۱۹۹۶ طراحی بدنهٔ آکورد اروپایی دستخوش تغییرات مختصری شد و قطعاتی با طراحی جدید جای قطعات قدیمی را در نمای جلو (سپر، چراغ‌ها، جلوپنجره و درپوش موتور) و نمای عقب (چراغ‌های عقب) گرفتند. همچنین درهای بدون قاب دور نیز با مدل‌های مرسوم تعویض شدند. با وجود این تغییرات، سبک طراحی آکورد همچنان مشابه اسکوت اینووا و زبان طراحی آن مطابق با همان سبک طراحی بود که اولین بار در نسل پنجم هوندا سیویک به کار گرفته شده‌بود. نمای ظاهری آکورد اروپایی به‌طور چشمگیری با همتای خود در آمریکای شمالی، که بیشتر از سبک مرسوم طراحی خودروهای سدان بهره‌مند بود، متفاوت بود. این مدل به صورت استاندارد به دو کیسهٔ هوا مجهز شده‌بود.
آکوردهای اروپایی شامل مدل‌های کوپه و استیشن نبودند، لذا شرکت هوندا تصمیم گرفت مدل‌های کوپه و استیشن آکوردهای آمریکای شمالی را به بازار اروپا عرضه کند.
مدل‌های دیزلی آکورد از موتورهای سری اِل روور با سیستم تزریق مستقیم سوخت استفاده می‌کردند که بر روی خودروهای دیزلی سری ۶۰۰ روور نیز بکار می‌رفت.

#### روور ۶۰۰

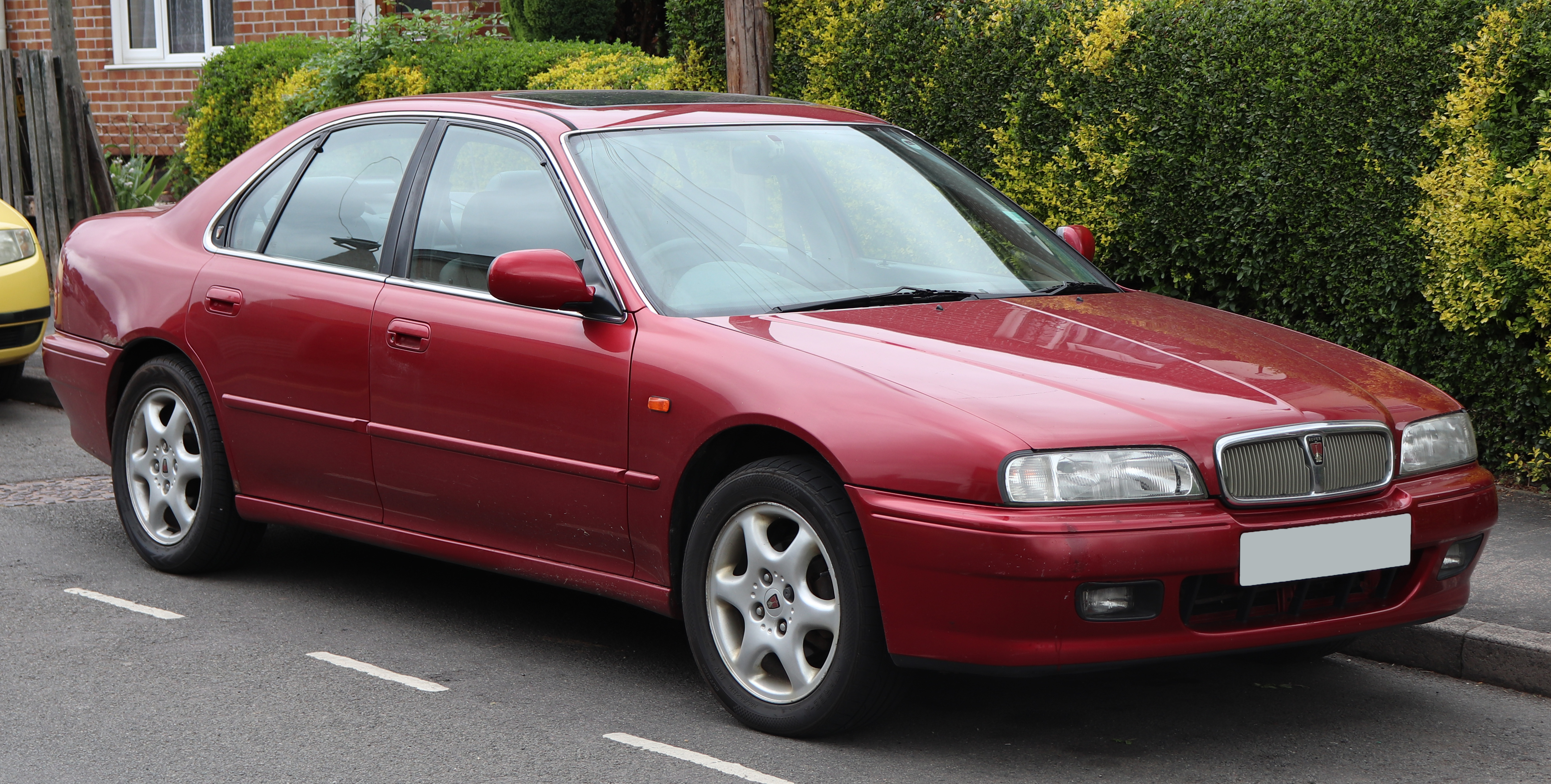
روور ۶۰۰

شرکت هوندا به عنوان بخشی از روابطی که با گروه روور داشت، نسخهٔ اروپایی آکورد را با تغییراتی تحت نام روور ۶۰۰ جانشین مدل آستین مونتگو کرد و در سال ۱۹۹۳ آن را معرفی نمود. پلت‌فرم این مدل کاملاً با مدل اروپایی مشترک بود، اما طراحی بدنه آن در قسمت‌های سپر و چراغ جلو و عقب از آکورد متفاوت بود. اما با این‌حال نمای داخلی آن شباهت زیادی به آکورد داشت.

## نسل ششم (۱۹۹۷–۲۰۰۲)
شرکت هوندا برای نسل ششم مدل آکورد سه مدل مختلف را برای عرضه در هریک از بازارهای ژاپن، آمریکای شمالی و اروپا در نظر گرفت. در زمان عرضهٔ این نسل در سال ۱۹۹۸، مدل استیشن واگن از فهرست مدل‌های آکورد حذف شد و تنها مدل‌های سدان در سه تیپ و کوپه در دو تیپ به بازار عرضه شدند. فضای داخل کابین آکورد در نسل ششم به میزان ۷ فوت مکعب (۰٫۲ متر مکعب) افزایش یافته‌بود و این خودرو به‌طور رسمی در کلاس خودروهای اندازه متوسط قرار گرفت. در سال ۱۹۹۹ تودوزی‌های جدید و آینه‌های تاشوی جانبی در تیپ‌های ئی‌ایکس و ال‌ایکس ارائه شدند و در سال ۲۰۰۰ نیز یک سیستم غیرفعال‌کنندهٔ احتراق موتور بر روی این خودرو نصب شد تا از روشن شدن موتور بدون سوئیچ اصلی ارائه‌شده توسط هوندا جلوگیری کند.
در مدل سال ۲۰۰۱، علاوه بر بهینه‌سازی کیسه‌های هوای جلو، کیسه‌های هوای جانبی نیز برای تمامی مدل‌های آکورد ارائه شد. مدل‌های سدان به جلوپنجره، چراغ‌های عقب و چراغ‌های راهنمای جدید مجهز شدند و یک سیستم صوتی پخش سی‌دی با ظرفیت ۶ سی‌دی نیز به امکانات استاندارد مدل‌های ئی‌ایکس افزوده شد. در میانه‌های سال ۲۰۰۱، شرکت هوندا یک بستهٔ امکانات ویژه را برای تیپ دی‌ایکس ارائه کرد که امکاناتی را نظیر تزئینات بدنه، تزئینات چوبی داخل کابین، کفپوش کابین، سامانهٔ تهویه مطبوع، پخش سی‌دی و یک جعبه‌دندهٔ خودکار در بر می‌گرفت.
برای مدل سال ۲۰۰۲، امکانات انتخابی جدیدی برای سطح امکانات اس‌ئی در مدل‌های کوپه و سدان در نظر گرفته‌شد. از جملهٔ این امکانات جدید می‌توان به مواردی مانند ترمزهای ضد قفل، سیستم ورود بدون کلید، رینگ‌های آلیاژی ۱۵ اینچی، تنظیم برقی ارتفاع صندلی راننده، و بهبود سیستم صوتی اشاره کرد.
در ابتدای عرضهٔ این نسل، شرکت هوندا نسخهٔ تیپ آر آکورد را معرفی کرد. در این نسخه از شاسی و بدنهٔ محکم‌تر استفاده شده‌بود و برای کاهش وزن بیشتر، مواردی همچون سقف بازشو، شیشه‌های لچکی عقب، سیستم تهویه مطبوع و بخشی از عایق‌های صدا از امکانات این خودرو حذف شدند. سیستم تعلیق و ترمز نیز تقویت شدند، و صندلی‌های ریکارو و کیت بدنه به همراه یک بالهٔ بزرگ در عقب برای این مدل در نظر گرفته‌شد. آکورد تیپ آر، که برای عرضه در بازارهای اروپا و ایالات متحده تولید می‌شد، از شاسی سی‌اچ۱ آکورد بهره‌مند بود و نیروی تولیدی موتور ۲٫۲ لیتری وی‌تک آن به ۲۲۰ اسب بخار می‌رسید.
نسخهٔ دیگری از نسل ششم آکورد که تنها در بازار ژاپن عرضه شد، خودروی آکورد یورو آر بود که موتور اچ۲۲آ نصب‌شده بر روی آن نیرویی برابر با ۲۱۷ اسب بخار داشت. شتاب ۰ تا ۱۰۰ کیلومتر بر ساعت آکورد یورو آر ۷٫۱ ثانیه بود و می‌توانست به بیشینه سرعت ۲۴۳ کیلومتر بر ساعت دست یابد.

## نسل هفتم (۲۰۰۲–۲۰۰۷)
نسل هفتم هوندا آکورد در سال ۲۰۰۳ وارد بازار آمریکای شمالی شد. این نسل همانند نسل ششم شامل دو مدل متفاوت بود؛ یک مدل مخصوص بازارهای اروپا و ژاپن، و دیگری برای عرضه در بازار آمریکای شمالی. مدل طراحی شده برای بازار اروپا، در آمریکای شمالی نیز با نام آکورا تی‌اس‌ایکس به فروش می‌رسید. برای معرفی نسل هفتم هوندا آکورد، شرکت هوندا یک ویدئوی تبلیغاتی با نام «کاگ» را منتشر کرد.

### ژاپن و اروپا
آکوردهای اروپایی و ژاپنی در نسل جدید به‌جای سوئیندون انگلستان، در خود کشور ژاپن و در دو مدل سدان و استیشن واگن تولید می‌شدند؛ با این حال، مدل‌های نسل پیشین نیز همچنان در کارخانهٔ سوئیندون ساخته می‌شدند.
در زمان معرفی در سال ۲۰۰۳، هوندا آکورد با برگزیده‌شدن به‌عنوان خودروی سال ژاپن برای سومین بار، پس از هوندا سیویک، جایگاه دوم تعداد دفعات کسب این جایزه را به نام خود ثبت کرد و شرکت هوندا را با ۱۲ بار دریافت جایزهٔ خودروی سال ژاپن، به جایگاه اول کسب این جایزه در میان سایر خودروسازان رساند.
این خودرو در اروپا به موتورهایی از جمله یک پیشرانهٔ ۲٫۰ لیتری آی-وی‌تک با قدرت ۱۵۲ اسب بخار (۱۱۳ کیلووات)، یک موتور ۲٫۴ لیتری آی-وی‌تک با توان ۱۸۷ اسب بخار (۱۳۹ کیلووات)، و یک ۲٫۲ لیتری آی-سی‌دی‌تی‌آی توربو دیزل با قدرت ۱۳۸ اسب بخار (۱۰۳ کیلووات)، گشتاور ۳۴۰ نیوتن متر (۲۵۱ پوند نیرو-فوت) و مصرف سوخت ۴٫۷ لیتر بر ۱۰۰ کیلومتر (۵۰ مایل بر گالون آمریکایی) مجهز شده‌بود.
این مدل در برخی بازارها مانند استرالیا با نام «هوندا آکورد یورو» و در آمریکای شمالی با نام آکورا تی‌اس‌ایکس فروخته می‌شد.

### آکورد یورو آر (سی‌ال۷؛ ۲۰۰۲–۲۰۰۷)
هوندا آکورد یورو آر (سی‌ال۷) در سال ۲۰۰۲ معرفی شد. آکورد یورو آر به موتور ۲٫۰ لیتری دو میل‌سوپاپ آی-وی‌تک سری کی هوندا با توان خروجی ۲۱۷ اسب بخار (۱۶۲ کیلووات) و گشتاور ۲۰۶ نیوتن متر (۱۵۲ پوند نیرو-فوت) مجهز شد. این پیشرانه نیروی تولیدی خود را از طریق یک جعبه‌دندهٔ ۶ سرعتهٔ دستی، که تنها گزینهٔ قابل انتخاب برای آکورد یورو آر بود، به چرخ‌های خودرو جلوی منتقل می‌کرد. این موتور همچنین بر روی مدل اینتگرای تیپ آر نیز به کار رفته‌بود. از جمله امکاناتی که یورو آر را از سایر مدل‌های آکورد متمایز می‌کردند، می‌توان به صندلی‌های ریکارو، غربیلک فرمان مومو، رینگ‌های آلیاژی ۱۷ اینچی سبک و سر دسته‌دندهٔ آلومینیومی که فقط در مدل‌های تیپ آر یافت می‌شد، اشاره کرد.

### نسل هفتم آمریکای شمالی، آسیا و اقیانوسیه

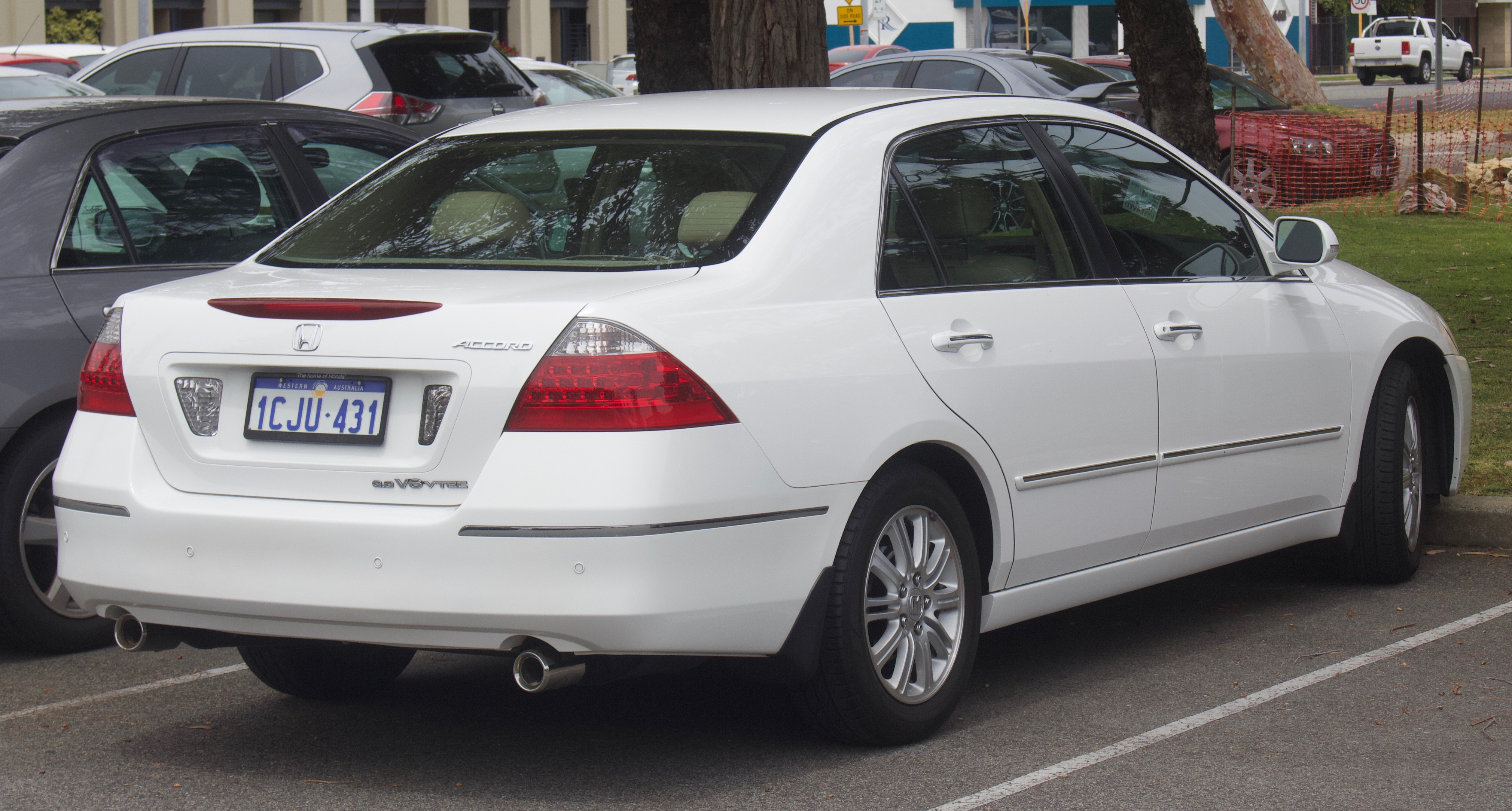
نسل هفتم (استرالیا)

فاصلهٔ بین محورها و عرض آکورد نسل هفتم آمریکای شمالی از نسل پیشین نسبتاً بزرگتر بود. این نسل در دو نوع سدان و کوپه عرضه شد و در سال ۲۰۰۵ یک مدل هیبریدی نیز به مجموعه مدل‌های آن اضافه شد.
موتور مدل‌های چهار سیلندر، یک موتور ۲٬۳۵۴ سی‌سی با قدرت ۱۹۷ اسب بخار (۱۴۷ کیلووات) و گشتاور ۲۳۲ نیوتن متر (۱۷۱ پوند نیرو-فوت) (۱۸۸ اسب بخار و ۲۲۳ نیوتن متر برای مدل‌های سال ۲۰۰۵ تا ۲۰۰۷) و جعبه‌دندهٔ ۵ سرعتهٔ دستی یا ۵ سرعتهٔ خودکار بود و در آنها به‌جای تسمه تایم، از زنجیر استفاده می‌شد.
در سال ۲۰۰۳، هوندا مدل آکورد کوپه را با خصوصیات قدرتمندتری معرفی کرد که دارای موتور ۶ سیلندرِ وی‌شکل از سری جی هوندا با حجم ۲٬۹۹۷ سی‌سی بود. قدرت موتور شش سیلندر وی‌شکل این مدل برابر ۲۴۴ اسب بخار (۱۸۲ کیلووات) و گشتاور آنها ۲۸۶ نیوتن متر (۲۱۱ پوند نیرو-فوت) بود. این مدل مجهز به جعبه‌دندهٔ ۶ سرعتهٔ دستی بود که مشابه نمونهٔ مورد استفاده در آکورا ۳٫۲سی‌ال تیپ اس بود. از دیگر امکانات این مدل کوپه می‌توان به رینگ‌های ۱۷ اینچی، صندلی‌های چرمی با تنظیم برقی و گرم‌کن، قطعات داشبورد از جنس فیبر کربن و سیستم صوتی جدید با قدرت ۱۸۰ وات اشاره کرد. بر اساس آزمایش‌های مجلهٔ کار اند درایور، به دلیل توانایی در فعال نگه‌داشتن سامانهٔ وی‌تک در تمام طول زمان شتاب‌گیری شدید، آکورد ئی‌ایکس وی۶ با جعبه‌دندهٔ ۶ دنده، شتاب ۰ تا ۹۶ کیلومتر بر ساعت (۰ تا ۶۰ مایل بر ساعت) را تنها در زمان ۵٫۹ ثانیه طی می‌کرد. این زمان بیش از ۱ ثانیه سریع‌تر از مدل مجهز به جعبه‌دندهٔ خودکار بود.
این مدل از سال ۲۰۰۳ تا ۲۰۰۸ در ژاپن با نام هوندا اینسپایر نیز به فروش می‌رسید، در حالی که در کشور چین با نام گوانژو-هوندا آکورد شناخته می‌شد. نسخهٔ ویژه بازار چین که بر اساس نسخهٔ عرضه‌شده در بازار آمریکای شمالی ساخته شد، در ۲۵ ژانویه ۲۰۰۳ با قیمت ۲۵۹٬۸۰۰ یوان برای مدل‌های ۲٫۴ لیتری آی-وی‌تک وارد بازار چین شد.
سازمان ملی مدیریت امنیت بزرگراه‌های آمریکا (NHTSA) آزمایش تصادف را بر روی مدل‌های سال ۲۰۰۳ تا ۲۰۰۷ آکورد انجام داده‌است که نتایج این آزمایش‌ها در جدول زیر آمده‌است.
| مدل سال | مدل   | نوع             | برخورد از روبرو (راننده) | برخورد از روبرو (سرنشین) | برخورد جانبی (راننده) | برخورد جانبی (سرنشین) | غلتیدن (خودروهای تک‌محور) |
| ------- | ----- | --------------- | ------------------------ | ------------------------ | --------------------- | --------------------- | ------------------------ |
| ۲۰۰۳    | آکورد | ۴در             |                          |                          |                       |                       |                          |
| ۲۰۰۴    | آکورد | ۴در با کیسه هوا |                          |                          |                       |                       |                          |
| ۲۰۰۵    | آکورد | ۲در با کیسه هوا |                          |                          |                       |                       |                          |
| ۲۰۰۶    | آکورد | ۴در با کیسه هوا |                          |                          |                       |                       |                          |
| ۲۰۰۷    | آکورد | ۲در با کیسه هوا |                          |                          |                       |                       |                          |

مؤسسهٔ بیمهٔ ایمنی بزرگراه‌ها (IIHS) اعلام کرده‌است که آکوردهای مدل سال ۲۰۰۳ و ۲۰۰۴ در میان سدان‌های غیرلوکس کلاس اندازه متوسط در جایگاه دوم کمترین میزان تلفات در تصادفات جاده‌ای قرار گرفته‌اند.

## نسل هشتم (۲۰۰۷–۲۰۱۲)

### با نام آکورد در ژاپن و اروپا و با نام اسپیریور در چین

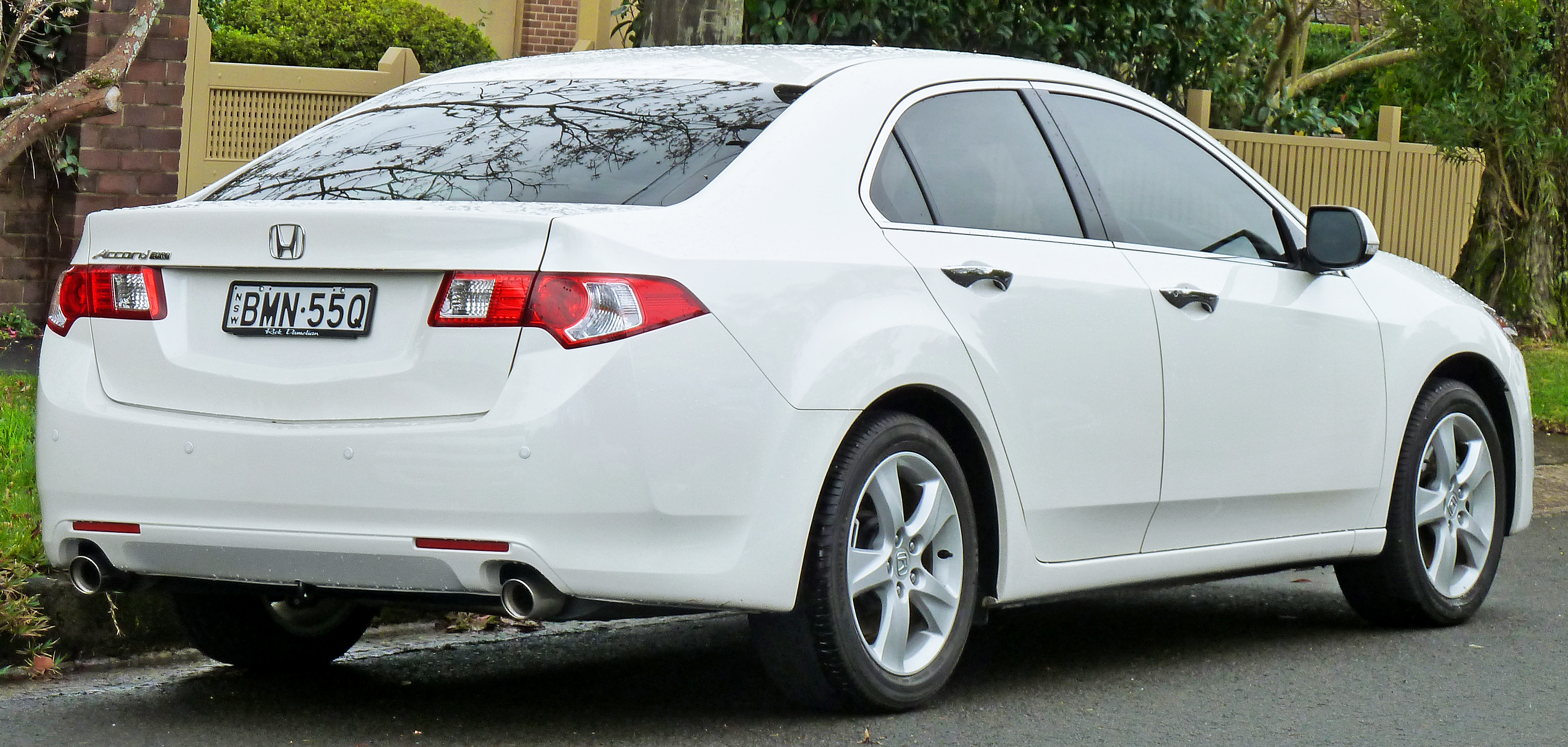
آکورد ۲۰۰۸ (ژاپن و اروپا)

آکورد نسل هشتم در میانهٔ سال ۲۰۰۸ در بازار اروپا و ژاپن عرضه شد. این مدل همچنین به عنوان نسل دوم آکورد یورو در استرالیا، و با نام آکیورا تی‌اس‌اکس در آمریکای شمالی، و در تمامی بازارها در انواع سدان و استیشن واگن به فروش می‌رسید. در کشور چین نسخه‌ای از مدل سدان با نام هوندا اسپیریور موجود بود که بعداً نسل دوم این مدل با همین نام به صورت جداگانه وارد بازار شد. روند تولید نسل هشتم هوندا آکورد از ماه اوت سال ۲۰۰۹ و توسط شعبهٔ دانگ‌فنگ هوندا آغاز شد و آخرین خودروها از این نسل در اواخر سال ۲۰۱۴ در استرالیا (آکورد یورو) تولید شدند.
در اروپا، برای این خودرو دو موتور بنزینی ۲٫۰ لیتری و ۲٫۴ لیتری آی-وی‌تک (به ترتیب با قدرت ۱۵۴ و ۱۹۸ اسب بخار) ارائه شد، در حالی که یک موتور دیزل ۲٫۲ لیتری آی-دی‌تک با قدرت ۱۴۸ اسب بخار و گشتاور ۳۵۰ نیوتن متر در تیپ‌های استاندارد، و قدرت ۱۷۷ اسب بخار و گشتاور ۳۸۰ نیوتن متر در مدل تایپ-اس نیز در دسترس قرار گرفت. این موتور با وجود مصرف سوخت ترکیبی ۵٫۸ لیتر در هر ۱۰۰ کیلومتر، می‌توانست آکورد را در مدت ۸٫۵ ثانیه از سرعت ۰ به ۱۰۰ کیلومتر بر ساعت برساند. فروش این نسل در اروپا در سال ۲۰۱۵ متوقف شد.

### با نام آکورد در آمریکای شمالی و چین و با نام اینسپایر در ژاپن
هوندا آکورد عرضه شده در بازار آمریکای شمالی نسبت به همتای خود در ژاپن از بدنه‌ای متفاوت بهره‌مند بود. آکورد با این چهره با نام هوندا اینسپایر در ژاپن به فروش می‌رسید. تولید این مدل در ژاپن در سال ۲۰۱۲ متوقف شد. به دلیل بهره‌مندی از اندازه‌های بزرگتر نسبت به نسل قبلی، این نسل در کلاس خودروهای اندازه بزرگ قرار گرفت. نام مدل آکورد کراستور فست‌بک که در سال ۲۰۱۰ با این نام عرضه شده‌بود، در سال ۲۰۱۲ به هوندا کراستور تغییر یافت. برای مدل‌های سدان ال‌ایکس و اس‌ئی یک موتور ۴ سیلند ۲٫۴ لیتری با قدرت ۱۷۷ اسب بخار (۱۳۲ کیلووات) و گشتاور ۲۱۸ نیوتن متر (۱۶۱ پوند-فوت)، و برای مدل‌های کوپه و سدان ئی‌ایکس، ئی‌ایکس-ال و کوپهٔ ال‌ایکس-اس با قدرت ۱۹۰ اسب بخار (۱۴۲ کیلووات) و گشتاور ۲۲۰ نیوتن متر (۱۶۲ پوند-فوت) در نظر گرفته شده‌بود. همچنین یک پیشرانهٔ ۳٫۵ لیتری وی۶ با قدرت ۲۶۸ اسب بخار (۲۰۰ کیلووات) و گشتاور ۳۳۶ نیوتن متر (۲۴۸ پوند-فوت) نیز برای آکورد ارائه شد.
نسل هشتم هوندا آکورد در آوریل ۲۰۰۸ در کشور مالزی عرضه شد. مدل‌های مجهز به موتورهای ۲٫۰ و ۲٫۴ لیتری به صورت بومی در این کشور مونتاژ می‌شدند؛ اما مدل وی۶ عرضه شده در این بازار، در کشور تایلند مونتاژ شده و به مالزی صادر می‌شد. مدل وی۶ آکورد در مالزی نسبتاً از قیمت بالاتر و عوارض جاده‌ای بیشتری برخوردار بود، اما سامانهٔ مدیریت متغیر سیلندرها در پیشرانهٔ این مدل، به کاهش مصرف سوخت و صرفهٔ اقتصادی آن کمک می‌کرد.
در کشور مالزی، مدل سال ۲۰۱۲ نسل هشتم آکورد از اوایل سال ۲۰۱۴ به پروتون پردانا بازنشانی شد و مورد استفادهٔ مقامات دولتی قرار گرفت.

## نسل نهم (۲۰۱۲–۲۰۱۹)
رهبر پروژه نسل نهم آکورد، شوجی ماتسوی بود؛ مهندسی که از سال ۱۹۸۶ تا ۱۹۹۶ روی پلت‌فرم آکورد کار کرده بود. این نسل اولین نسل از سری آکورد بود که تحت نظارت و مدیریت کامل تاکانوبا ایتو، مدیر عامل شرکت هوندا، توسعه می‌یافت.
در سال ۲۰۱۲ و طی نمایشگاه بین‌المللی خودروی آمریکای شمالی در دیترویت، هوندا از مدل مفهومی آکورد کوپه رونمایی کرد. در ماه اوت ۲۰۱۲، این شرکت جزئیات مربوط به آکورد سدان مدل سال ۲۰۱۳ را منتشر کرد و در نهایت مدل‌های تولیدی آکورد سدان و کوپه در اوایل ماه سپتامبر ۲۰۱۲ به‌طور کامل به بازار معرفی شدند. فروش آکورد سدان در تاریخ ۱۹ سپتامبر ۲۰۱۲ آغاز شد و به دنبال آن مدل کوپه نیز در ۱۵ اکتبر همان سال در دسترس خریداران قرار گرفت. تاریخ عرضهٔ مدل‌های سدان و کوپه در کانادا به ترتیب برابر با ۲۴ سپتامبر و ۱ نوامبر ۲۰۱۲ بود. در ماه اکتبر سال ۲۰۱۳، شرکت هوندا برنامهٔ خود را برای عرضهٔ آکورد در بازار روسیه اعلام کرد.
از سال ۲۰۱۴، هوندا خودروهای آکورد را از چین به کشورهای خاورمیانه و خاور نزدیک، آفریقا، اعضای اتحادیه کشورهای مستقل و دیگر بازارهای در حال توسعه صادر می‌کرد.
برای سدان تیپ اسپورت، رینگ‌های ۱۹ اینچی و برای سایر تیپ‌های سدان و همچنین برای مدل کوپه از رینگ‌های ۱۷ و ۱۸ اینچی استفاده شد. در این خودرو از سیستم کنترل پیمایش سازگار استفاده شد که قابلیت تنظیم فاصله با خودروی جلو را داشت. همچنین سامانهٔ هشدار خروج از مسیر، هنگام خطر، با ایجاد لرزش در فرمان خودرو، به راننده هشدار می‌داد و در صورت نیاز، خودرو را به‌صورت خودکار به مسیر بازمی‌گرداند.
نسل نهم هوندا آکورد، اولین خودروی تولید انبوه بود که به نرم‌افزار کارپلی اپل مجهز شد. این نرم‌افزار امکان استفاده از نرم‌افزارهای محبوب گوشی‌های آیفون را از طریق نمایش آن‌ها بر روی صفحه نمایش ۷ اینچی روی داشبورد فراهم می‌کرد. این نرم‌افزار به راننده این اجازه را می‌دهد که بدون چشم برداشتن از جاده یا برداشتن دست‌ها از روی فرمان، به امکانات گوشی؛ مانند برقراری تماس تلفنی، ارسال ایمیل، پیامک و مسیریابی دسترسی داشته‌باشد.
در ۲۹ ژوئن ۲۰۱۷ و در آستانهٔ رونمایی از مدل سال ۲۰۱۸، شرکت هوندا برای برطرف کردن نقصی در سیستم برق‌رسانی و باتری نسل نهم آکورد، فراخوانی را منتشر کرد. این فراخوان، که برای تعویض حسگر شارژ باتری انجام گرفت، ۱٫۱۵ میلیون خودروی هوندا آکورد را شامل می‌شد.

## نسل دهم (۲۰۱۷–۲۰۲۴)
از نسل دهم هوندا آکورد در تاریخ ۱۴ ژوئیه ۲۰۱۷ رونمایی شد. تولید این نسل در سپتامبر ۲۰۱۷ و فروش آن در ایالات متحده در ماه اکتبر ۲۰۱۷ و با عنوان مدل سال ۲۰۱۸ آغاز شد. این نسل همچنین در تاریخ ۲۷ اکتبر ۲۰۱۷ وارد بازار کانادا شد. در تمامی مدل‌های این نسل از سیستم کنترل حرکت بین خطوط هوندا با نام «هوندا سنسینگ» استفاده شده‌است و پیشرانهٔ پایهٔ در نظر گرفته‌شده برای این خودرو یک موتور ۱٫۵ لیتری وی‌تک توربو چهارسیلندر با توانایی تولید ۱۹۲ اسب بخار (۱۴۳ کیلووات) نیرو و ۲۶۰ نیوتن متر (۱۹۲ پوند-فوت) گشتاور است که به کمک یک جعبه‌دندهٔ ۱۰ سرعتهٔ متغیر پیوسته (CVT) یا یک نمونهٔ ۶ سرعتهٔ دستی نیروی تولیدی را به چرخ‌ها منتقل می‌کند. برای مدل ۲۰۱۸، یک موتور ۲٫۰ لیتری چهارسیلندر وی‌تک توربو نیز به عنوان گرینهٔ انتخابی در دسترس خریداران قرار گرفت. این موتور، که جایگزین موتور ۶ سیلندر وی‌شکل استفاده شده در نسل قبلی شده‌است، بر اساس موتور نصب شده بر روی هوندا سیویک تیپ آر طراحی شده‌است؛ با این تفاوت که موتور مورد استفاده در آکورد از یک توربوشارژر کوچکتر و یک میل‌سوپاپ معمولی بهره‌مند است. توان تولیدی این پیشرانه برابر با ۲۵۲ اسب بخار (۱۸۸ کیلووات) و گشتاور آن ۳۷۰ نیوتن متر (۲۷۳ پوند نیرو-فوت) است که این نیرو به کمک جعبه‌دنده‌های ۶ سرعتهٔ دستی یا ۱۰ سرعتهٔ خودکار به محور خودرو منتقل می‌شود. در نسل دهم آکورد، این خودرو به‌طور انحصاری در قالب یک خودرو سدان عرضه می‌شود و تولید مدل کوپه متوقف شده‌است.
این نسل در تیپ‌های ال‌ایکس، اسپورت، ئی‌ایکس، ئی‌ایکس-ال و تورینگ عرضه می‌شود و یک موتور ۱٫۵ لیتری چهار سیلندر توربو برای تمام این تیپ‌ها در نظر گرفته شده‌است، هرچند که این موتور در مدل سال ۲۰۱۹ از گزینه‌های قابل انتخاب برای تیپ تورینگ حذف شده‌است. یک موتور ۲٫۰ لیتری چهار سیلندر مجهز به توربوشارژر نیز برای تیپ‌های اسپورت، ئی‌ایکس-ال و تورینگ در دسترس است. همچنین تیپ‌هایی که از پیشرانهٔ هیبریدی بهره‌مند هستند، شامل ئی‌ایکس هیبرید، ئی‌ایکس-ال هیبرید و تورینگ هیبرید می‌شوند.
در میان تیپ‌های مختلف نسل دهم آکورد، صندلی‌های چرمی تنها در تیپ تورینگ موجود بوده و باقی تیپ‌ها از صندلی‌های پارچه‌ای برخوردار هستند. تمامی مدل‌ها از صفحه‌نمایش لمسی ۷ یا ۸ اینچی به همراه اتصال بلوتوث و یواس‌بی بهره‌مند هستند. اما کارپلی اپل و اندروید اوتو تنها بر روی تیپ‌های مجهز به صفحه نمایش ۸ اینچی ارائه می‌شوند. در تیپ ئی‌ایکس-ال از سیستم صوتی با ۱۰ بلندگو و یک آمپلی فایر ۴۵۰ وات استفاده شده و سیستم‌های صوتی در تیپ‌های پایینتر از ۸ یا ۴ بلندگو برخوردار هستند. امکانات موجود در مدل تورینگ، که بالاترین تیپ این نسل از هوندا آکورد است، مواردی نظیر گرم‌کن و سردکن برای صندلی‌های جلو، گرم‌کن برای صندلی‌های عقب، و نمایشگر سر بالا (HUD) برای راننده را شامل می‌شوند. در تیپ تورینگ مجموعاً ۳ صفحه نمایش در فضای داخلی وجود دارد. اولین آن‌ها صفحه نمایش ۸ اینچی نصب‌شده در بخش میانی داشبورد است که با توجه به حاشیهٔ سیاه‌رنگ و وضوح بالا، بزرگتر از اندازهٔ واقعی به نظر می‌رسد. دومین صفحهٔ نمایشگر در داخل این خودرو، یک نمونهٔ هفت اینچی مورد استفاده در آمپر پشت فرمان است. در این نمایشگر تمام رنگی، اطلاعاتی از قبیل دورشمار موتور، جزئیات مصرف سوخت و سوخت باقی‌مانده، و همچنین اطلاعات موسیقی و تماس‌های تلفنی نمایش داده می‌شوند. سومین صفحه نمایشگر به کار رفته در تیپ تورینگ، نمایشگر هاد است که تنها توسط راننده قابل رؤیت است. این نمایشگر با بازتاب اطلاعاتی نظیر سرعت، اطلاعات مسیریابی و حتی اطلاعات تماس‌های تلفنی بر روی شیشهٔ جلوی خودرو، این قابلیت را در اختیار راننده قرار می‌دهد که بدون چشم برداشتن از جاده به اطلاعات مورد نیاز خود دسترسی پیدا کند.
آکورد نسل دهم مخصوص بازارهای کشورهای جنوب شرق آسیا در ۲۸ نوامبر ۲۰۱۸ و در نمایشگاه خودروی بین‌المللی تایلند رونمایی شد. فروش این خودرو در تایلند از ماه مارس ۲۰۱۹، و پس از معرفی این خودرو به بازار در نمایشگاه خودروی بین‌المللی بانکوک در تاریخ ۲۷ مارس ۲۰۱۷، آغاز شد. در مارس ۲۰۱۹ شرکت هوندا اعلام کرد که از اواخر سال خودروی آکورد با هر دو نوع موتور بنزینی توربو و پیشرانهٔ هیبریدی وارد بازار استرالیا خواهد شد. علاوه بر این، نسل دهم آکورد طی نمایشگاه بین‌المللی خودروی اندونزی به بازار این کشور نیز معرفی شد. هوندا آکورد در بازار اندونزی تنها با پیشرانهٔ ۱٫۵ لیتری وی‌تک توربو با قدرت ۱۸۷ اسب بخار (۱۳۹ کیلووات) عرضه شده‌است.

### ایمنی
| کلی:                          | 5/5 ستاره |
| برخورد از روبر (راننده)       | 5/5 ستاره |
| برخورد از روبرو (سرنشین)      | 5/5 ستاره |
| برخورد جانبی (راننده)         | 5/5 ستاره |
| برخورد جانبی (سرنشین)         | 5/5 ستاره |
| برخورد جانبی با مانع (راننده) | 5/5 ستاره |
| واژگونی                       | / ۹٫۳٪    |

## نسل یازدهم (۲۰۲۳–اکنون)
نسل یازدهم آکورد در ۱۰ نوامبر ۲۰۲۲ رونمایی شد تا برای مدل سال ۲۰۲۳ فروخته شود. با افزایش طول اورهنگ‌ها، نمای بیرونی آکورد نسل یازدهم نسبت به مدل قبلی بلندتر شده است. این تغییر برای انطباق با سیستم پیشرانهٔ هیبریدی جدید است.
در مدل بنزینی از همان موتور ۱٫۵ لیتری چهارسیلندر خطی توربوشارژر نسل قبلی با کُد ال۱۵بی‌ئی استفاده شده است. با این وجود، این موتور با به‌روزرسانی‌هایی در ویژگی‌های بهبودیافتهٔ فناوری بالابر متغیر سوپاپ وی‌تک، سیستم تزریق مستقیم ارتقا یافته، کاتالیزور جدید فعال سرد، میل لنگ با استحکام بالا و تابه روغن اصلاح شده برای کاهش صدای موتور همراه بوده است. توان خروجی این موتور ۱۹۲ اسب بخار (۱۴۳ کیلووات؛ ۱۹۵ اسب بخار متری) و گشتاور آن ۱۹۲ پوند-فوت (۲۶۰ نیوتن متر) است. این مدل همچنین مجهز به گیربکس متغیر پیوسته اصلاح‌شده است که هوندا ادعا می‌کند بی‌صداتر بوده و عملکرد بهتری دارد. موتور ۲٫۰ لیتری چهار سیلندر بنزینی توربوشارژ از خط تولید کنار رفته است.
برای نسل یازدهم آکورد، هوندا همچنین یک سیستم اطلاعات سرگرمی ۱۲٫۳ اینچی جدید را منتشر کرد که بر روی سیستم عامل اندروید اوتوموتیو اجرا می‌شود. این نمایشگر جدید توسط شعبهٔ آمریکای هوندا «بزرگ‌ترین نمایشگر هوندا تاکنون» لقب گرفته است.

آکورد نسل یازدهم به دلیل کاهش فروش نسل قبلی در مالزی در دسترس نخواهد بود.

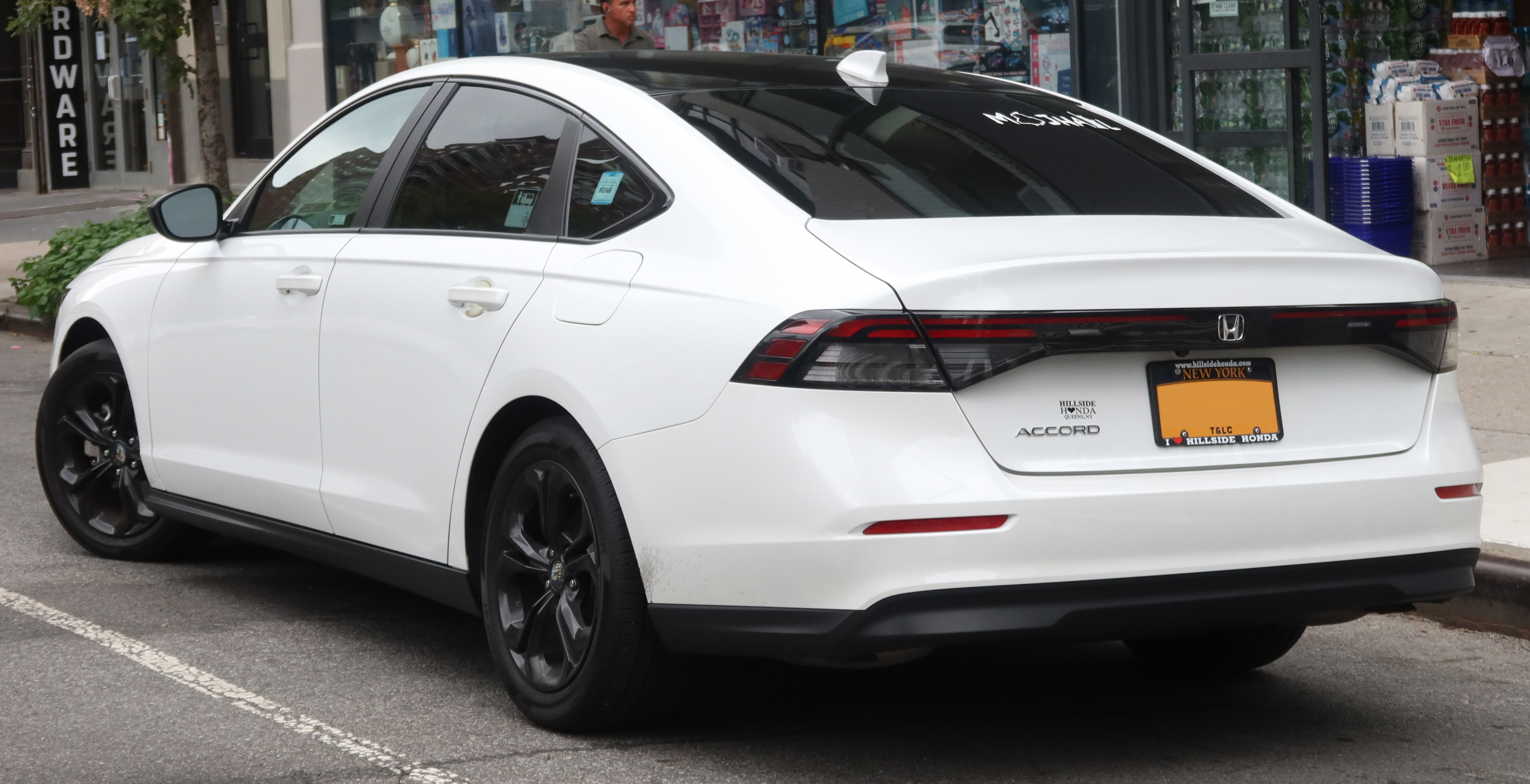
نمای عقب
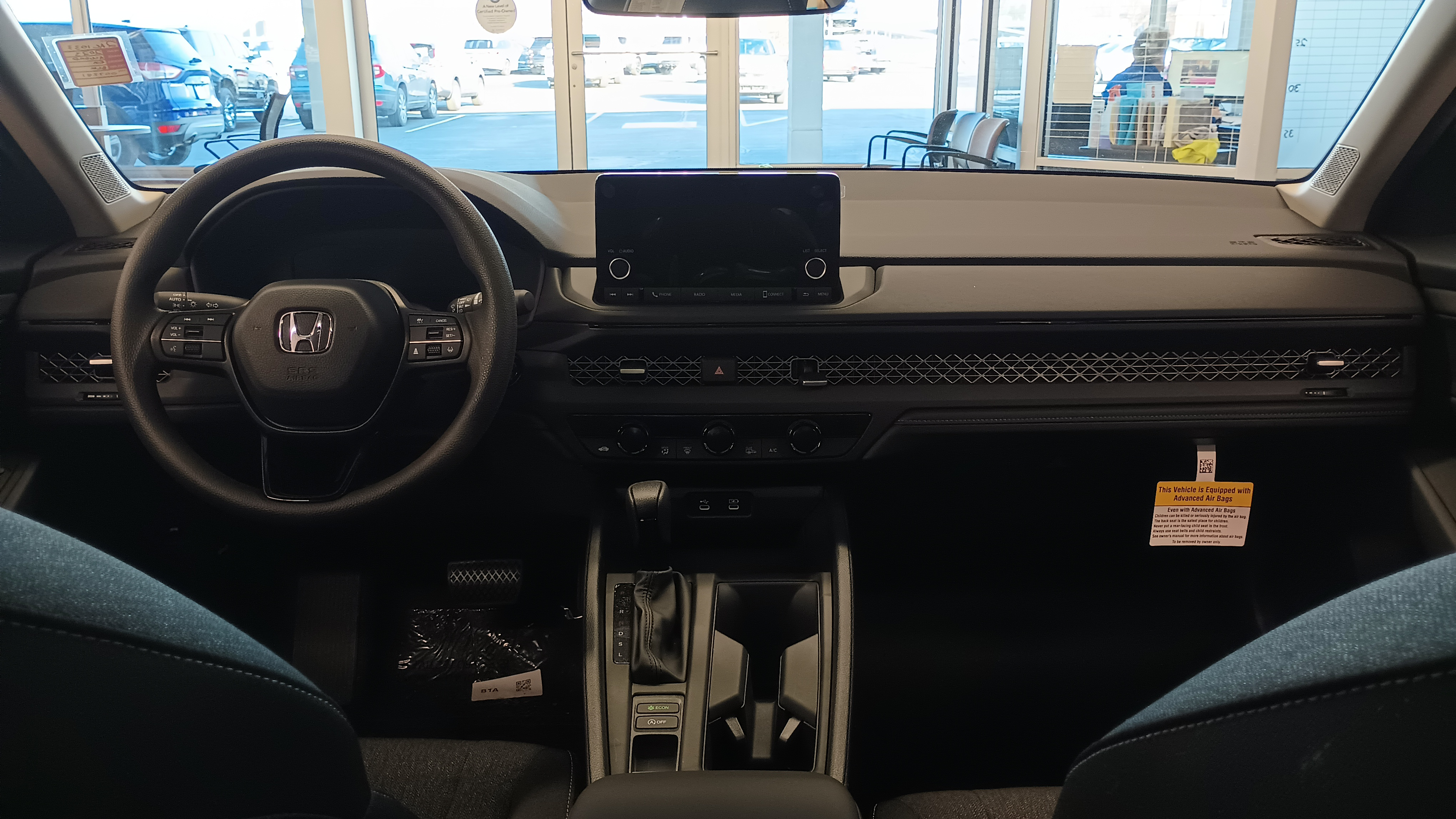
نمای داخلی (آمریکای شمالی و جنوبی)
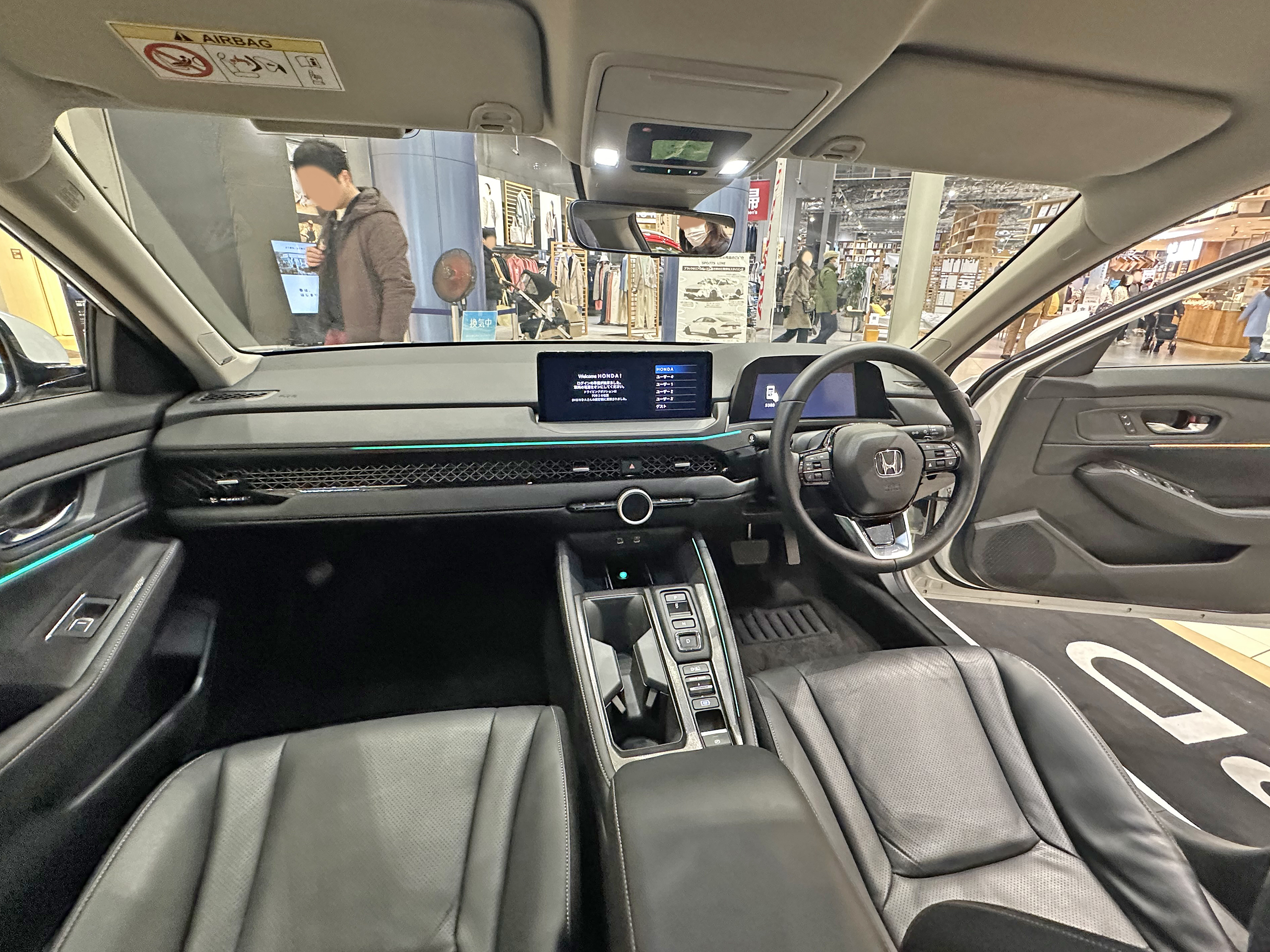
نمای داخلی (آسیا)
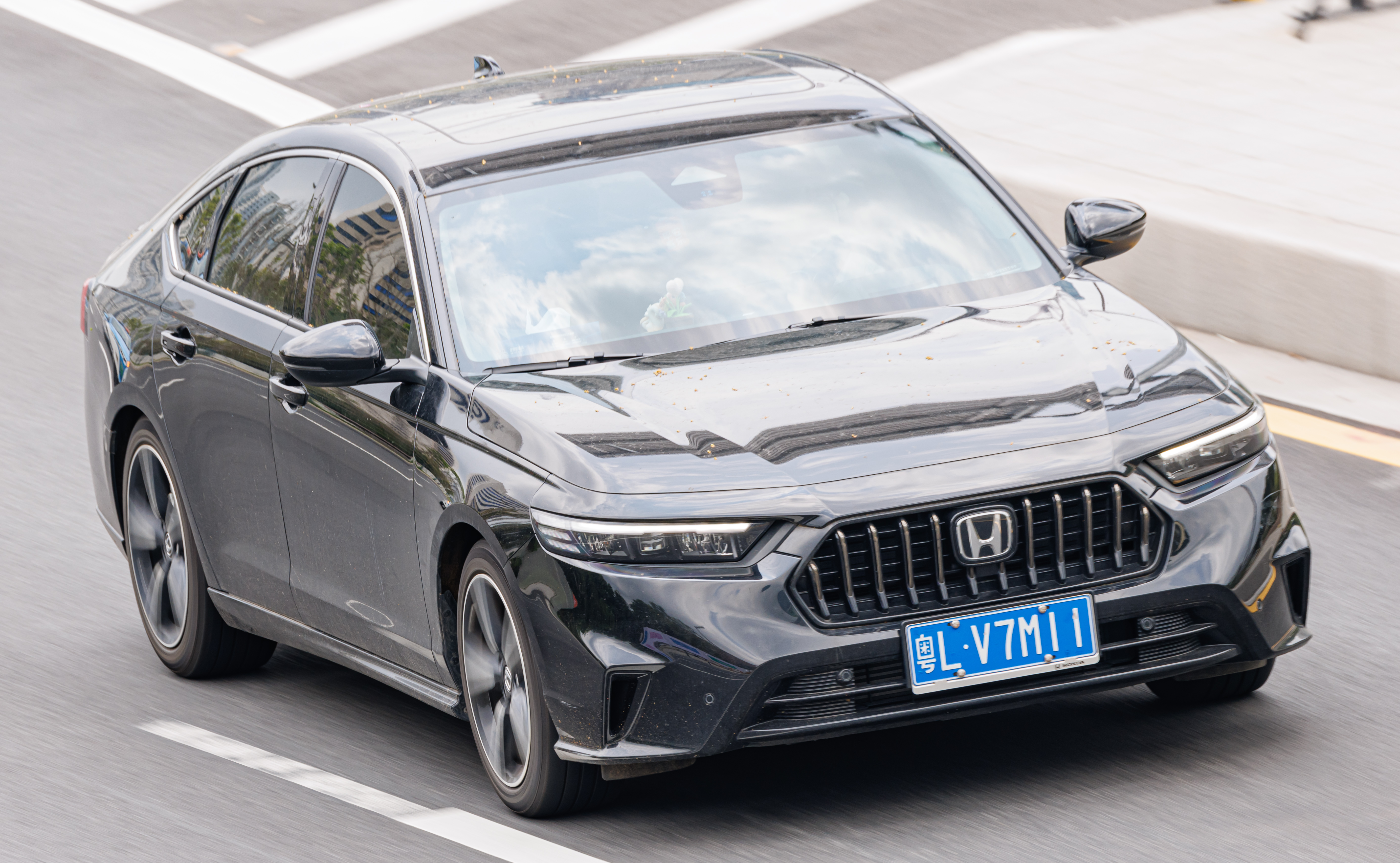
دانگ‌فنگ هوندا اینسپایر (چین)

### بازارها

#### ایالات متحده
برای بازار ایالات متحده، موتور ۱٫۵ لیتری توربو در تیپ‌های ال‌ایکس و ئی‌ایکس ارائه می‌شود؛ در حالی که گزینه هیبریدی برای تیپ‌های اسپورت، ئی‌ایکس-ال، اسپورت-ال و تورینگ موجود است. هوندا انتظار دارد که نوع هیبریدی ۵۰ درصد از فروش آکورد را به خود اختصاص دهد.

#### مکزیک
آکورد نسل یازدهم در ۲۵ ژوئیه ۲۰۲۳ در مکزیک با دو تیپ پرایم و تورینگ عرضه شد. تیپ اول از موتور بنزینی ۱٫۵ لیتری توربو استفاده می کند و تیپ دوم از موتور بنزینی هیبریدی ۲٫۰ ئی:اچ‌ئی‌وی استفاده می‌کند.

#### خاورمیانه
نسل یازدهم آکورد در ۱۲ سپتامبر ۲۰۲۳ در خاورمیانه عرضه شد. این خودرو از پیشرانه های ۱٫۵ لیتری توربو بنزینی و ۲٫۰ لیتری ئی:اچ‌ئی‌وی بنزینی هیبریدی نیرو می‌گیرد. مدل ۱٫۵ لیتری دارای سه تیپ ال‌ایکس، ئی‌ایکس و ئی‌ایکس‌ال است؛ در حالی که مدل ۲٫۰ لیتری ئی:اچ‌ئی‌وی در دو تیپ اسپورت و ئی‌ایکس‌ال عرضه شده است.

#### ژاپن
نسل یازدهم آکورد در ۲۰ سپتامبر ۲۰۲۳ در ژاپن عرضه شد و دارای دو تیپ اسپورت و تورینگ لاین است. آکورد بازار ژاپن دارای طراحی خارجی مشابه با مدل‌های آمریکای شمالی است، اما طراحی داخلی آن بر اساس مدل بازار چین هوندا آکورد است.

#### تایلند
نسل یازدهم آکورد در ۲۹ سپتامبر ۲۰۲۳ با قیمت‌گذاری در ماه بعد از آن در تایلند عرضه شد. در تایلند، سه تیپ ئی، ئی‌ال و آراس موجود است. تمامی نسخه‌ها توسط پیشرانهٔ هیبریدی بنزینی ۲٫۰ لیتری ئی:اچ‌ئی‌وی نیرو می گیرند.

#### اندونزی
نسل یازدهم آکورد در ۷ دسامبر ۲۰۲۳ در اندونزی با تیپ آراس ئی:اچ‌ئی‌وی عرضه شد.

#### استرالیا
نسل یازدهم آکورد در ۶ مهٔ ۲۰۲۴ در استرالیا در تیپ آراس ئی:اچ‌ئی‌وی عرضه شد.

### ایمنی
| امتیازات آسه‌آن ان‌سی‌ای‌پی | امتیازات آسه‌آن ان‌سی‌ای‌پی | امتیازات آسه‌آن ان‌سی‌ای‌پی |
| ----------------------- | ----------------------- | ----------------------- |
| امتیاز کلی              | 5/5 ستاره               | 87.44                   |
| سرنشین بزرگسال          | 30.90/32.00             | 30.90/32.00             |
| سرنشین کودک             | 45.25/51.00             | 45.25/51.00             |
| کمک ایمنی               | 19.50/21.00             | 19.50/21.00             |
| ایمنی موتورسوار         | 10.00/16.00             | 10.00/16.00             |

| برخورد کوچک جلو (راننده)                             | خوب     |
| برخورد کوچک جلو (سرنشین جلو)                         | خوب     |
| برخورد متوسط جلو                                     | خوب     |
| ایمنی جانبی                                          | خوب     |
| پیشگیری از تصادف جلو: وسیله نقلیه به عابر پیاده (شب) | عالی    |
| پیشگیری از تصادف جلو: وسیله نقلیه به عابر پیاده (شب) | پیشرفته |
| چراغ‌های جلو                                          | خوب     |
| یادآوری کمربند ایمنی                                 | خوب     |
| لنگر صندلی کودک (LATCH) سهولت استفاده                | خوب     |

## جایزه‌ها
| جایزه                                                 | سال(ها)           | منبع            |
| ----------------------------------------------------- | ----------------- | --------------- |
| خودروی وارداتی سال مجلهٔ موتور ترند                    | ۱۹۹۴              | [ ۱۰۱ ]         |
| خودروی سال منتخب ژاپن                                 | ۱۹۸۵، ۱۹۹۳ و ۲۰۰۲ | [ ۲۱۰ ]         |
| خودروی سال مجلهٔ درایو                                 | ۲۰۰۸              | [ ۲۱۱ ]         |
| خودروی سال آفریقای جنوبی                              | ۲۰۰۹              | [ ۲۱۲ ]         |
| خودروی سال کانادا                                     | ۲۰۱۳ و ۲۰۱۸       | [ ۲۱۳ ] [ ۲۱۴ ] |
| خودروی سبز سال ایالات متحده                           | ۲۰۱۴              | [ ۲۱۵ ]         |
| خودروی سال آمریکای شمالی                              | ۲۰۱۸              | [ ۲۱۶ ]         |
| بهترین خودروی اندازه متوسط خانوادگی از سوی یو اس نیوز | ۲۰۱۹              | [ ۲۱۷ ]         |
| برترین خودروی سدان از سوی ادموندز                     | ۲۰۲۰              | [ ۲۱۸ ]         |

## آمار فروش
در سال ۱۹۸۳ مجموع فروش هوندا آکورد از ابتدای تولید به ۱ میلیون دستگاه در سراسر جهان رسید، پس از آن در سال ۱۹۹۵ نیز مجموعاً ۵ میلیون دستگاه از این خودرو به فروش رسیده‌بود.
در جدول زیر آمار فروش سالانهٔ هوندا آکورد در ایالات متحده از سال ۱۹۷۶ تاکنون آمده‌است: